# Tranzistor

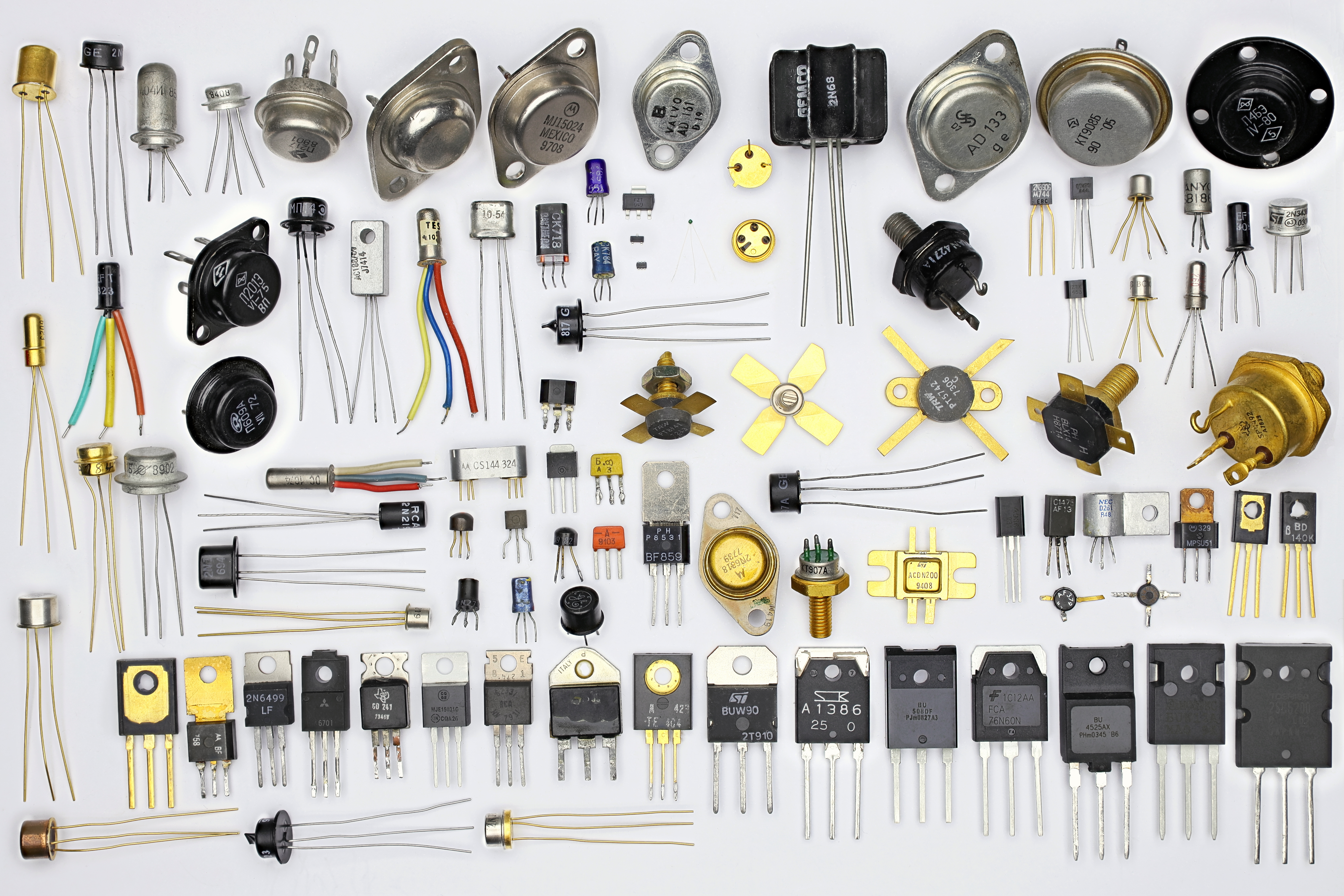
Diferite tipuri de tranzistoare

Tranzistorul este un dispozitiv electronic din categoria semiconductoarelor care are cel puțin trei terminale (borne sau electrozi), care fac legătura la regiuni diferite ale cristalului semiconductor. Este folosit mai ales pentru a amplifica și a comuta semnale electronice și putere electrică.

Aspectul tranzistoarelor depinde de natura aplicației pentru care sunt destinate. În 2013 încă unele tranzistoare sunt ambalate individual, dar mai multe sunt găsite încorporate în circuite integrate.
Tranzistorul este componenta fundamentală a dispozitivelor electronice moderne, și este omniprezent în sistemele electronice. Ca urmare a dezvoltării sale la începutul anilor 1950, tranzistorul a revoluționat domeniul electronicii, și a deschis calea pentru echipamente electronice mai mici și mai ieftine cum ar fi aparate de radio, televizoare, telefoane mobile, calculatoare de buzunar, computere și altele.

## Istoric

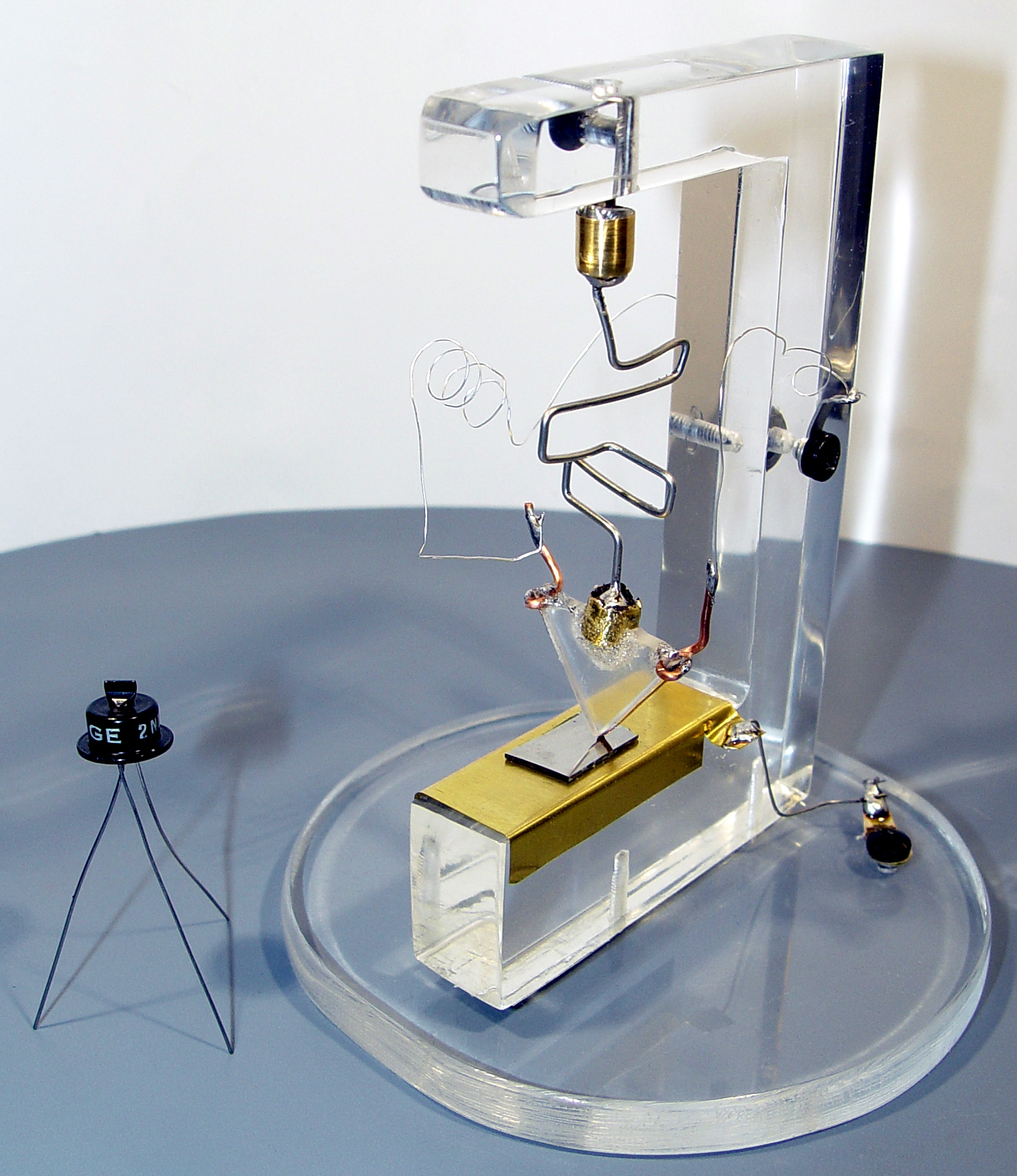
Comparație între o replică a primului tranzistor inventat de Laboratoarele Bell în 1948 și un tranzistor 2N137 produs de General Electric în 1955

Tranzistorul a fost inventat la Bell Telephone Laboratories din New Jersey la 6 decembrie 1947 de John Bardeen, Walter Houser Brattain, și William Bradford Shockley. 
Descoperirea tranzistorului a determinat dezvoltarea electronicii fiind considerat una din cele mai mari invenții ale erei moderne.

## Construcție
Tranzistorii se realizează pe un substrat semiconductor (în general siliciu, mai rar germaniu, dar nu numai). Tehnologia de realizare diferă în funcție de tipul tranzistorului dorit. De exemplu, un tranzistor de tip PNP se realizează pe un substrat de tip P, în care se creează prin diferite metode (difuzie, de exemplu) o zona de tip N, care va constitui baza tranzistorului.

## Utilizare
Tranzistoarele pot fi folosite în echipamentele electronice cu componente discrete în amplificatoare de semnal (în domeniul audio, video, radio), amplificatoare de instrumentație, oscilatoare, modulatoare și demodulatoare, filtre, surse de alimentare liniare sau în comutație sau în circuite integrate, tehnologia de astăzi permițând integrarea într-o singură capsulă a milioane de tranzistori.
Simbolurile folosite în mod curent pentru tranzistori:

Tranzistor bipolar PNP
Tranzistor bipolar NPN
Fototranzistor NPN
Tranzistor unijoncţiune (TUJ)
Tranzistor JFET canal N
Tranzistor IGFET canal P
Tranzistor tetrodă IGFET canal N
Tranzistor IGBT canal N indus

## Clasificare
| Tranzistoare           |                        |                        |                        |                        |                        |               |               |
| Cu efect de câmp (TEC) | Cu efect de câmp (TEC) | Cu efect de câmp (TEC) | Cu efect de câmp (TEC) | Cu efect de câmp (TEC) | Cu efect de câmp (TEC) | Bipolare (TB) | Bipolare (TB) |
| TECMOS                 | TECMOS                 | TECMOS                 | TECMOS                 | TEC-J                  | TEC-J                  |               |               |
| Cu canal indus         | Cu canal indus         | Cu canal inițial       | Cu canal inițial       |                        |                        |               |               |
| canal n                | canal p                | canal n                | canal p                | canal n                | canal p                | npn           | pnp           |

Tranzistoarele sunt clasificate după:
- Structura: 
  - MOSFET
  - Bipolar (BJT)
  - JFET
  - IGBT

- Material semiconductor (dopant-uri):
  - Metaloizii; germaniu (utilizat pentru prima dată în 1947) și siliciu (folosit pentru prima dată în 1954) — în formă amorfă, policristalin și monocristalin.
  - Compușii:arseniură de galiu (GaAs) (1966) și carbură de siliciu (SiC) (1997).
  - Aliaje: siliciu-germaniu SiGe (1989)
  - Alotropul de carbon: grafen (cercetare în curs din anul 2004), etc. (vezi materiale semiconductoare).
- Polaritatea electrică (pozitivă și negativă): 
  - Tranzistoare bipolare (BJT) NPN, PNP
  - Tranzistoare cu efect de câmp(FET): canal N, canal P
- Puterea nominală maximă: 
  - Tranzistoare de mică putere
  - Tranzistoare de medie putere
  - Tranzistoare de mare putere
- Frecvența maximă de funcționare: 
  - Tranzistoare de joasă frecvență (audio frecvență)
  - Tranzistoare de medie frecvență
  - Tranzistoare de înaltă frecvență (radio frecvență)
  - Tranzistoare de ultra înaltă frecvență (microunde)

- Aplicație: 
  - comutator
  - uz general
  - audio
  - tensiune înaltă
  - super-beta
  - pereche de tranzistoare (sortați pentru parametri similari)
- Modul de încapsulare fizică: 
  - În capsulă metalică cu montare pe placa cu cablaj imprimat prin găurile de inserție
  - În capsulă de plastic cu montare pe placa cu cablaj imprimat prin găurile de inserție
  - Cu montare la suprafața cablajului imprimat (SMD)
  - BGA (prescurtare de la Ball Grid Array)
  - Module de alimentare

- Factorul de amplificare hFE, βF (beta) sau gm (transconductanță).

- Temperatura de lucru: 
  - tranzistoare standard, interval de temperatură (−55 la 150 °C (−67 la 302 °F)).
  - tranzistoare pentru funcționare la temperaturi extreme, cu temperaturi peste 150 °C (302 °F) și sub  −55 °C (−67 °F).

Prin urmare, un tranzistor tip BC109C poate fi descris ca: siliciu, NPN, bipolar(BJT), tensiune mică (25V; 0.2A), putere mică (0.2/0.75W),  joasă frecvență, în capsulă metalică tip THD (capsulă TO-18).

## Tranzistorul bipolar ‒ principiul de funcționare
În funcționare normală joncțiunea emitor–bază este polarizată direct, iar joncțiunea colector–bază este polarizată invers.
- Joncțiunea emitor–bază, fiind polarizată direct, este parcursă de un curent direct (curent de difuzie) IE, mare în raport cu curentul invers (rezidual) și, într-o plajă largă de curenți, UEB  const, cu valori tipice de 0,6 - 0,7 V (Si) sau 0,2 -0,3V (Ge).

- Joncțiunea colector–bază, fiind polarizată invers, este caracterizată de un curent propriu, invers, foarte mic, de ordinul nanoamperilor pentru tranzistoarele de siliciu și de ordinul microamperilor pentru tranzistoarele de germaniu.

Caracteristică tranzistorului este cuplarea electrică a celor două joncțiuni. Pentru aceasta trebuie satisfăcute două condiții:
- joncțiunea emitorului să fie puternic asimetrică, adică impurificarea emitorului să fie mult mai puternică decât cea a bazei.

- baza să fie foarte subțire, astfel încât fluxul de purtători majoritari din emitor să ajungă practic în totalitate în regiunea de trecere a colectorului.

## Tranzistorul unipolar ‒ principiul de funcționare
Tranzistoarele unipolare sau cu efect de câmp reprezintă o cale semiconductoare de curent, cu conductanță comandată de un câmp electric extern. Calea de curent, numită canal, este un semiconductor omogen (de tip N sau de tip P), la ale cărui capete sunt sudați doi electrozi numiți sursă (S ) si drenă (D ). Prin canal circulă curentul de drenă ( ID ) si acesta este datorat  deplasarii unui singur tip de purtători mobili de sarcină, motiv pentru care tranzistorul se numeste unipolar. Sensul convențional de circulație a purtătorilor mobili de sarcină prin canal este de la sursă spre drenă pentru toate  tranzistoarele FET.

Pentru acest tip de tranzistoare, sunt folosite acronimele TU (Tranzistoare Unipolare), FET (Field Effect Transistor) sau TEC (Tranzistor cu Efect de Câmp).
În funcționare tranzistoarele cu efect de câmp se comportă, între drenă si sursă, fie ca un rezistor cu rezistență comandată, fie ca o sursă comandată de curent, comanda efectuându-se prin tensiunea aplicată între electrodul de comandă (numit grilă (G ) sau poartă) si sursa tranzistorului. Tranzistoarele cu efect de câmp sunt realizate pe un substrat semiconductor din siliciu, numit bază (B). După modul de realizare al canalului tranzistoare unipolare se clasifică în:
- a) Tranzistoarele cu efect de câmp cu grilă joncțiune (JFET sau TECJ), la care canalul este realizat în volumul substratului semiconductor, poarta are contact direct cu baza printr-o joncțiune invers polarizată.

- b) Tranzistoarele cu efect de câmp cu grilă izolată (IGFET sau MISFET), la care canalul este realizat la suprafața substratului semiconductor, adică apare o structură Metal(M)–Izolator(I)–Semiconductor(S); dacă izolatorul este bioxidul de siliciu, acronimul folosit este MOSFET (Metal-Oxide-Semiconductor Field Effect Transistor) sau TECMOS.

Efectul de câmp constă în controlul curentului de drenă al tranzistorului, prin câmpul electric aplicat regiunilor de trecere ale joncțiunilor unui JFET sau structurii MOS a unui tranzistor cu grila izolată. La un tranzistor JFET, curentul de drenă este controlat prin grosimea efectivă a canalului, în timp ce la un tranzistor MOSFET prin grosimea efectivă a canalului si prin concentrația purtătorilor majoritari din canal.

## Parametri specifici tranzistoarelor
Cei mai importanți parametri ai unui tranzistor sunt:

### Factorul de amplificare
Factorul de amplificare hFE, βF (beta) sau gm (transconductanță).

### Frecvența de tăiere
Frecvența de tăiere a unui tranzistor într-un circuit cu emitorul comun sau cu sursă comună este notat cu termenul fT, o abreviere pentru frecvența de tranziție—frecvența de tăiere este frecvența la care tranzistorul produce un câștig de tensiune unitar.

### Puterea maximă disipată
Puterea disipată de tranzistor apare datorită trecerii curentului prin dispozitiv. O parte din această putere este radiată în mediul ambiant și o parte produce încălzirea tranzistorului.
Puterea disipată de un tranzistor  PDT este, în principal, puterea disipată în cele două joncțiuni ale acestuia:

PDT = PDE + PDC  = UEB . IE + UCB . IC
- PDE = Puterea disipată în joncțiunea emitorului

- PDC = Puterea disipată în joncțiunea colectorului

- UEB = Tensiunea pe joncțiunea bază emitor

- IE = Curentul prin emitor

- UCB = Tensiunea pe joncțiunea bază colector

- IC = Curentul prin colector

### Curentul de colector maxim
Reprezintă valoarea maximă pe care o poate atinge curentul de colector al unui tranzistor fără ca acesta să se distrugă. El este indicat în cataloage și depinde de particularitățile tehnologice ale tranzistorului.

### Tensiunea maximă admisă
Reprezintă valoarea cea mai mare a tensiunii pe care o poate suporta un tranzistor fără ca acesta să se deterioreze. Această valoare este limitată de tensiunea de străpungere a joncțiunii colector bază (polarizată invers). 
Acest parametru are valori diferite în funcție de conexiunea tranzistorului și este prezentat în foile de catalog pentru fiecare situație în parte.

### Temperatura maximă a joncțiunilor
Valoarea temperaturii maxime a joncțiunilor până la care tranzistorul funcționează normal depinde de natura semiconductorului folosit. Astfel, tranzistoarele realizate din siliciu funcționează corect până spre 200 grade C, în timp ce cele realizate din germaniu sunt limitate în funcționare în jurul valorii de 100 grade C. 
Observație: La temperaturi mai mari decât cele menționate, are loc creșterea extraordinar de rapidă a concentrației purtătorilor minoritari și semiconductorul se apropie de unul intrinsec, dispozitivul pierzându-și proprietățile inițiale.

## Tranzistoare de mică putere
Aceste tranzistoare sunt încapsulate în plastic sau metal și nu sunt destinate montării pe radiator.

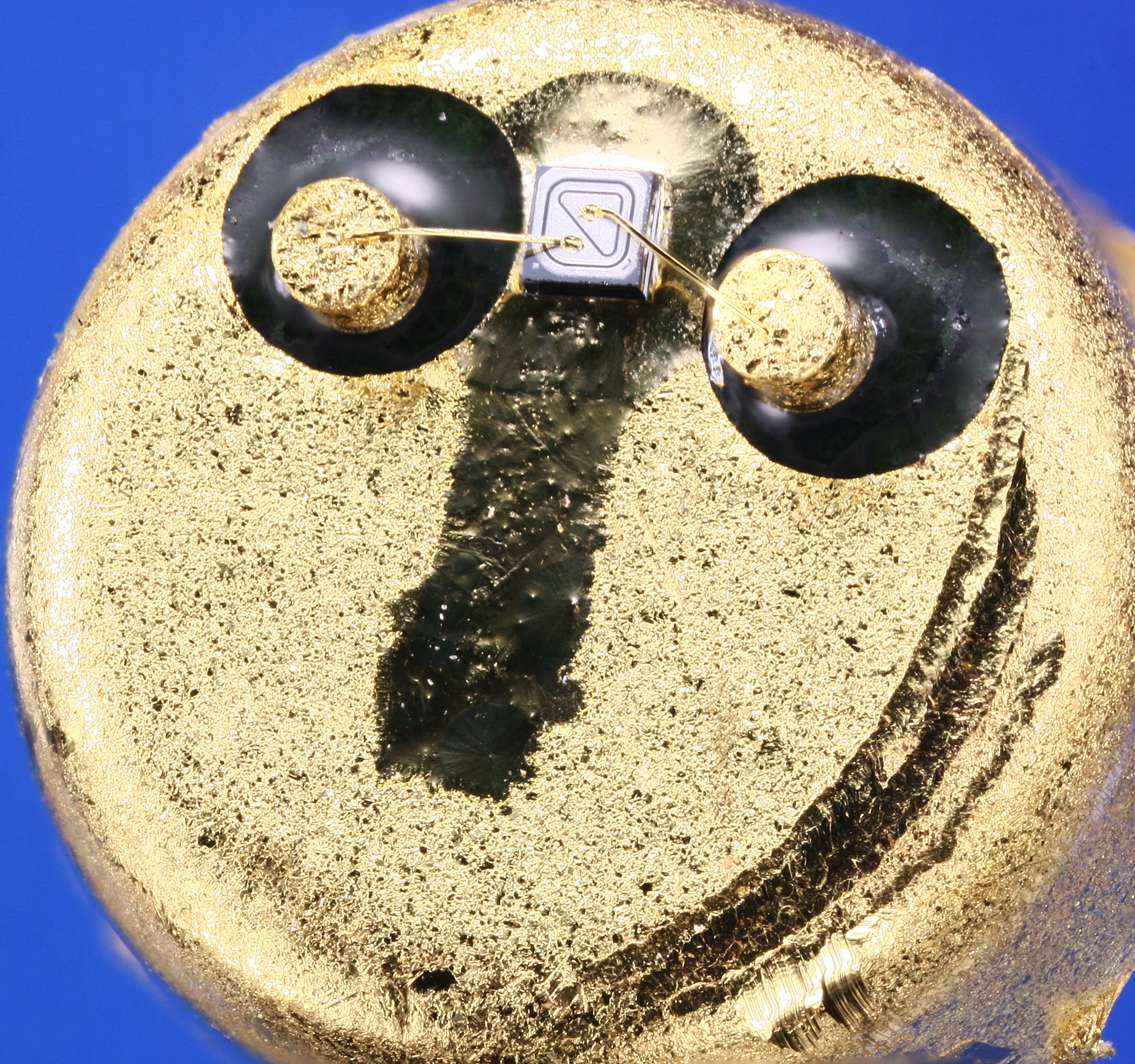
fotografia pastilei de siliciu pentru un BC179
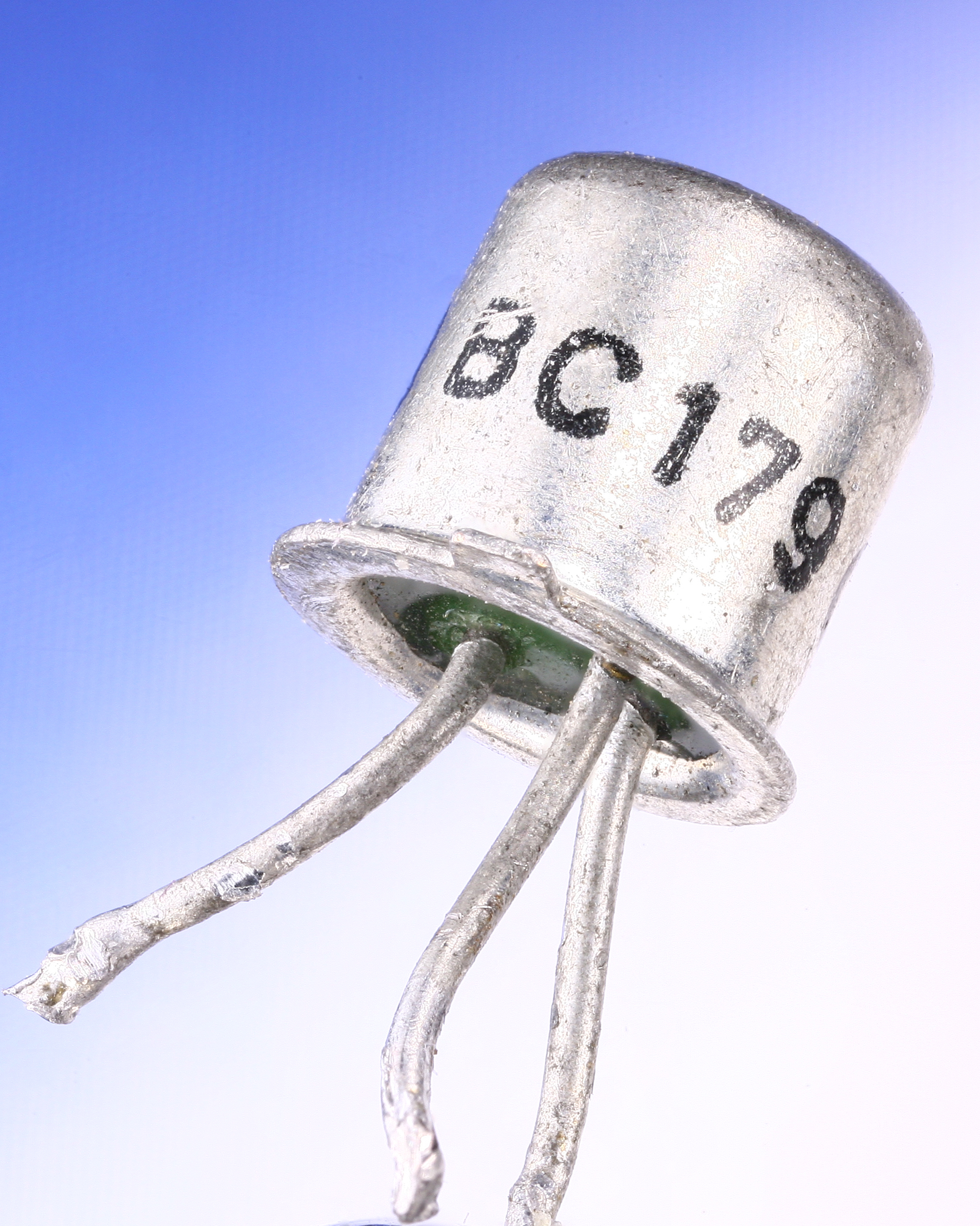
BC179 - Tranzistor bipolar de mică putere fabricat la IPRS Băneasa, România, 1980
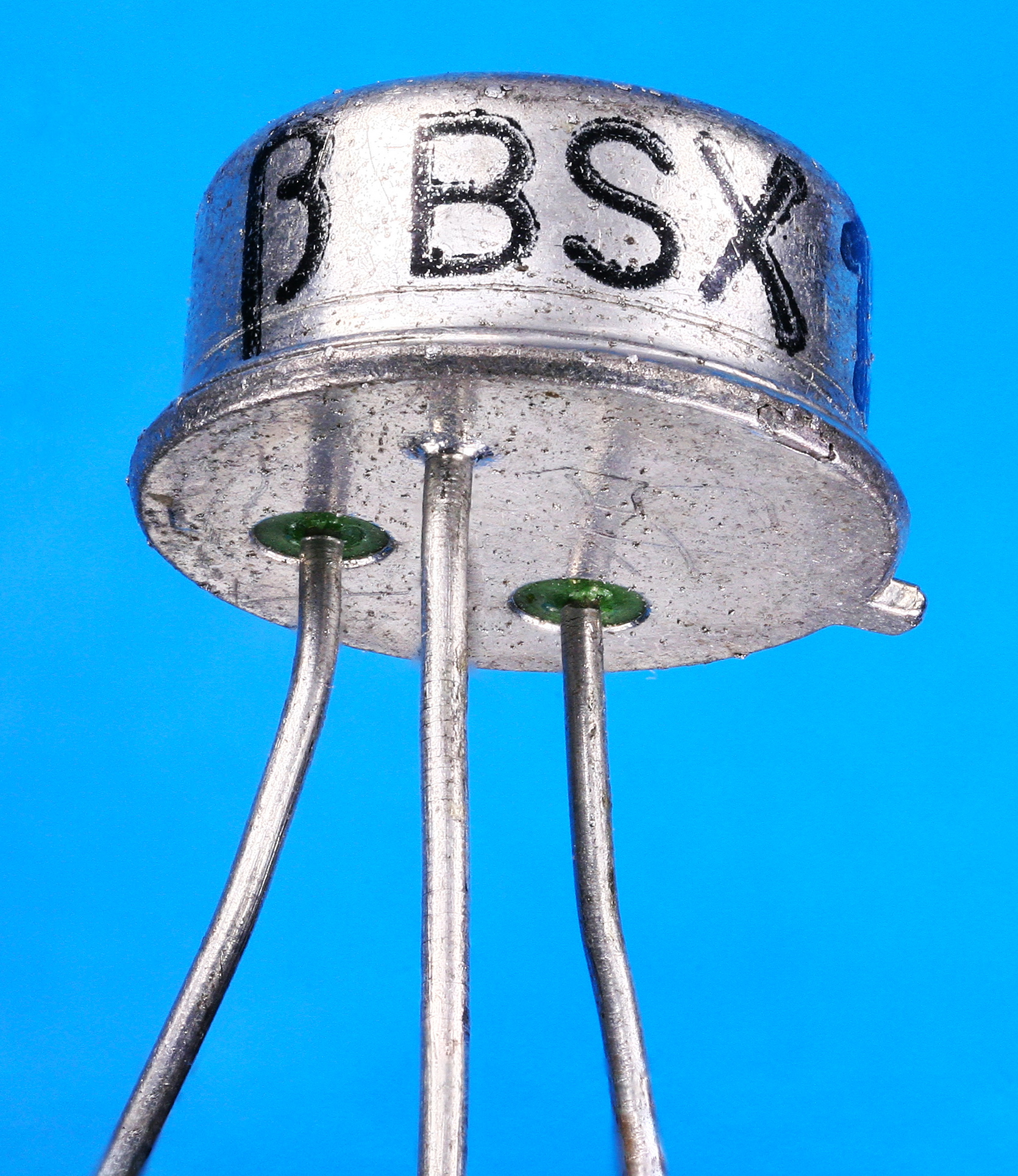
BSX12S, tranzistor de comutaţie fabricat la IPRS Băneasa, România, 1980
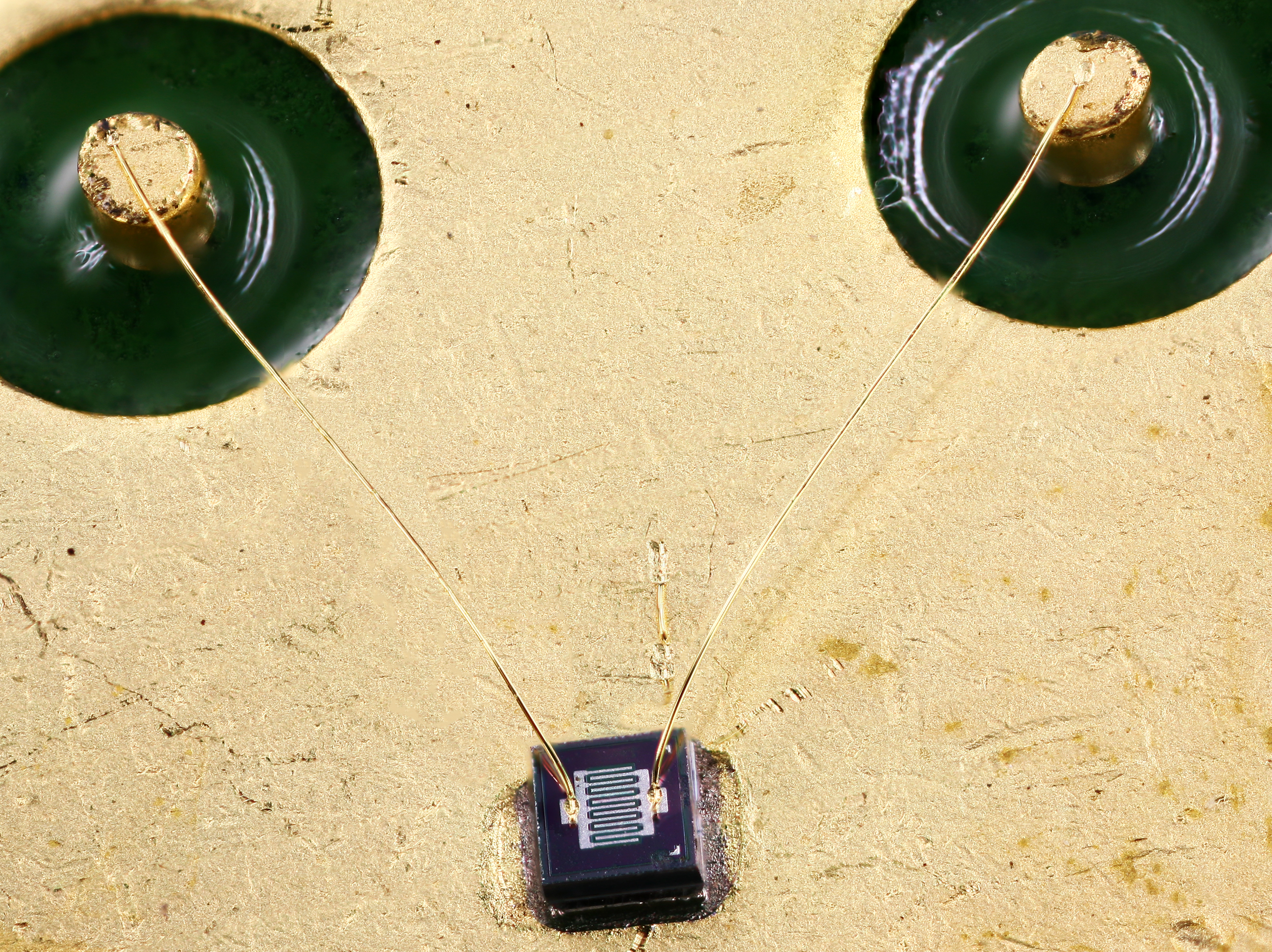
fotografia pastilei de siliciu pentru BSX12S
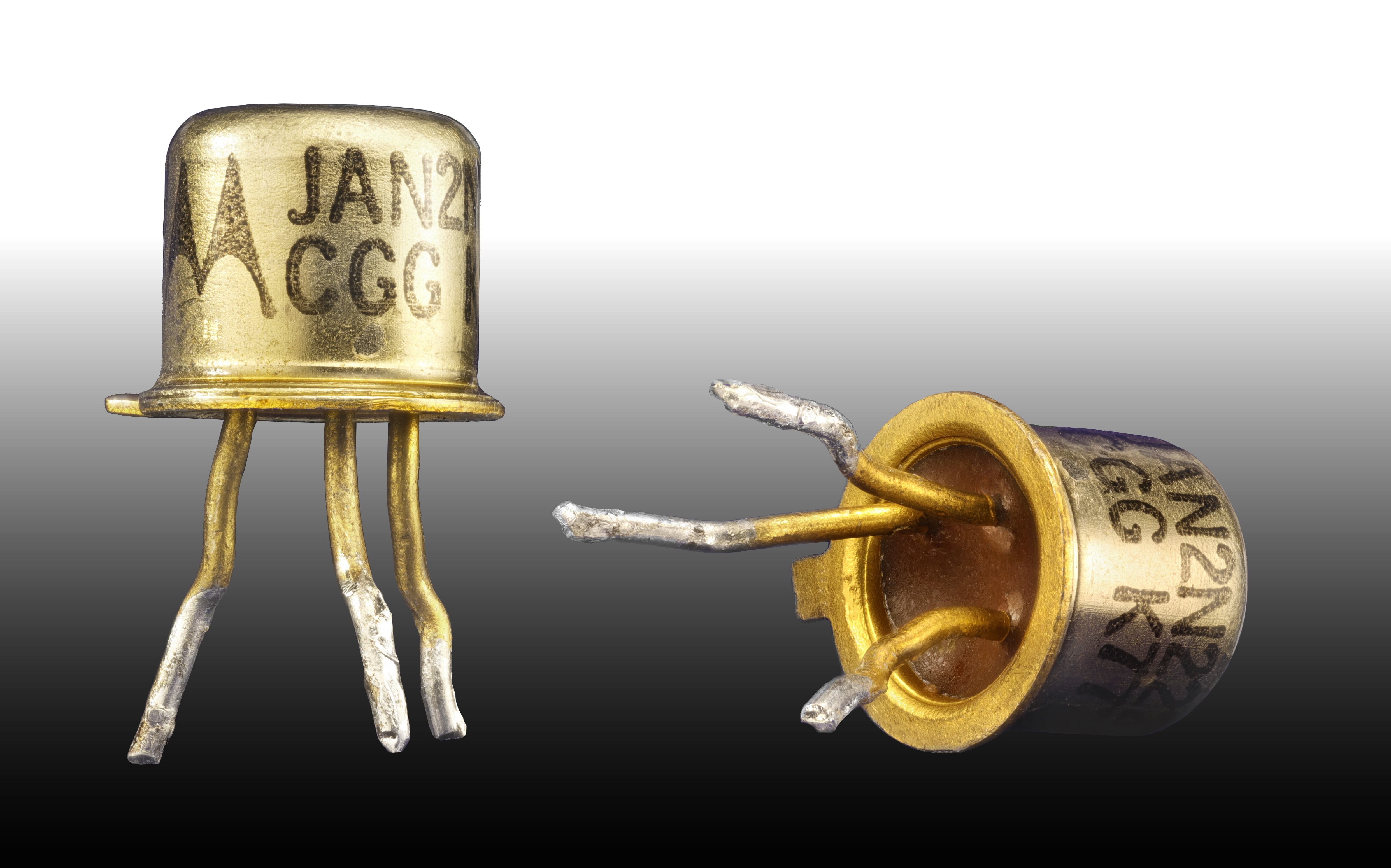
2N2222A tranzistor bipolar de mică putere
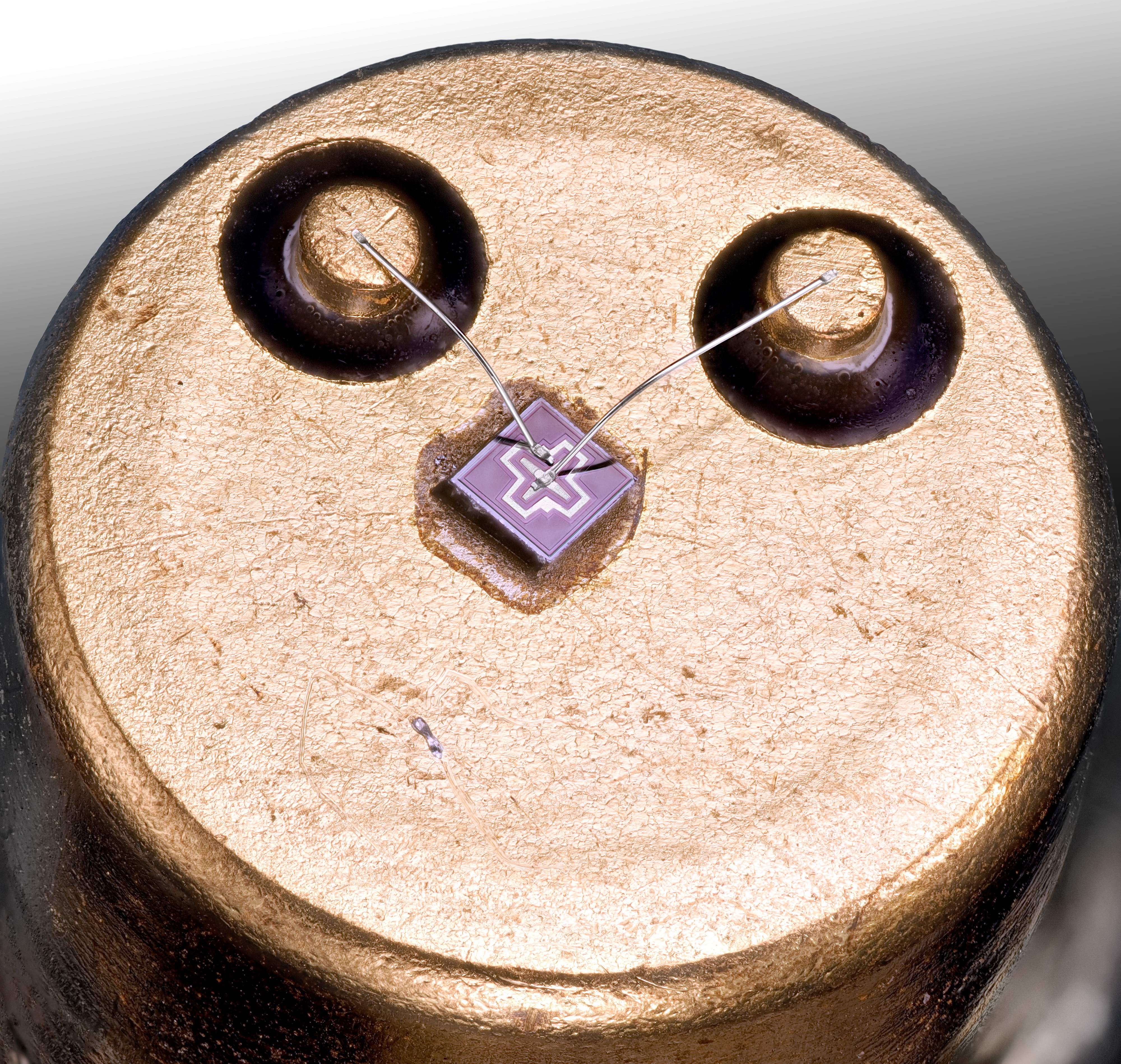
fotografia pastilei de siliciu pentru 2N2222 fabricat de Motorola
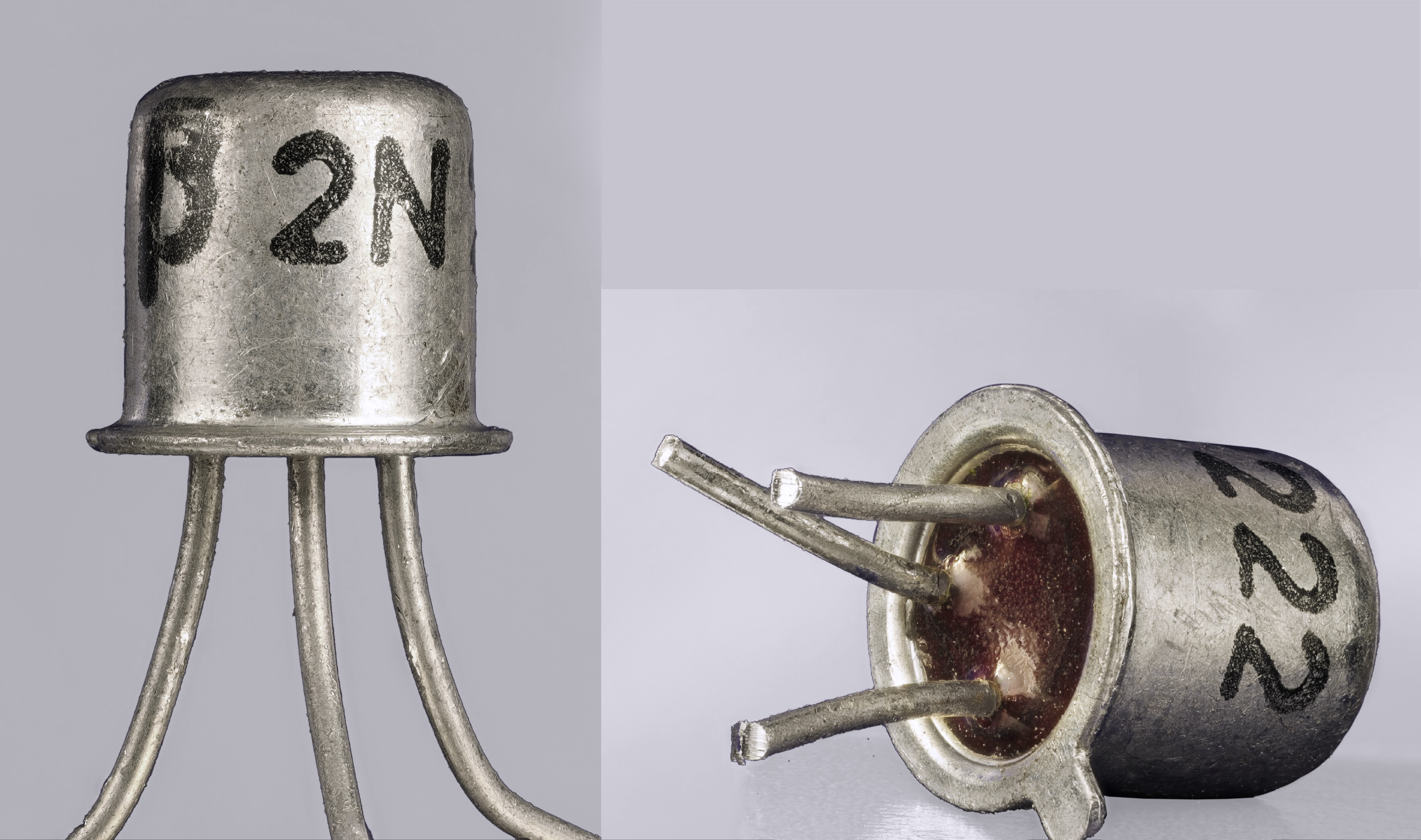
2N2222 fabricat la IPRS Băneasa, România
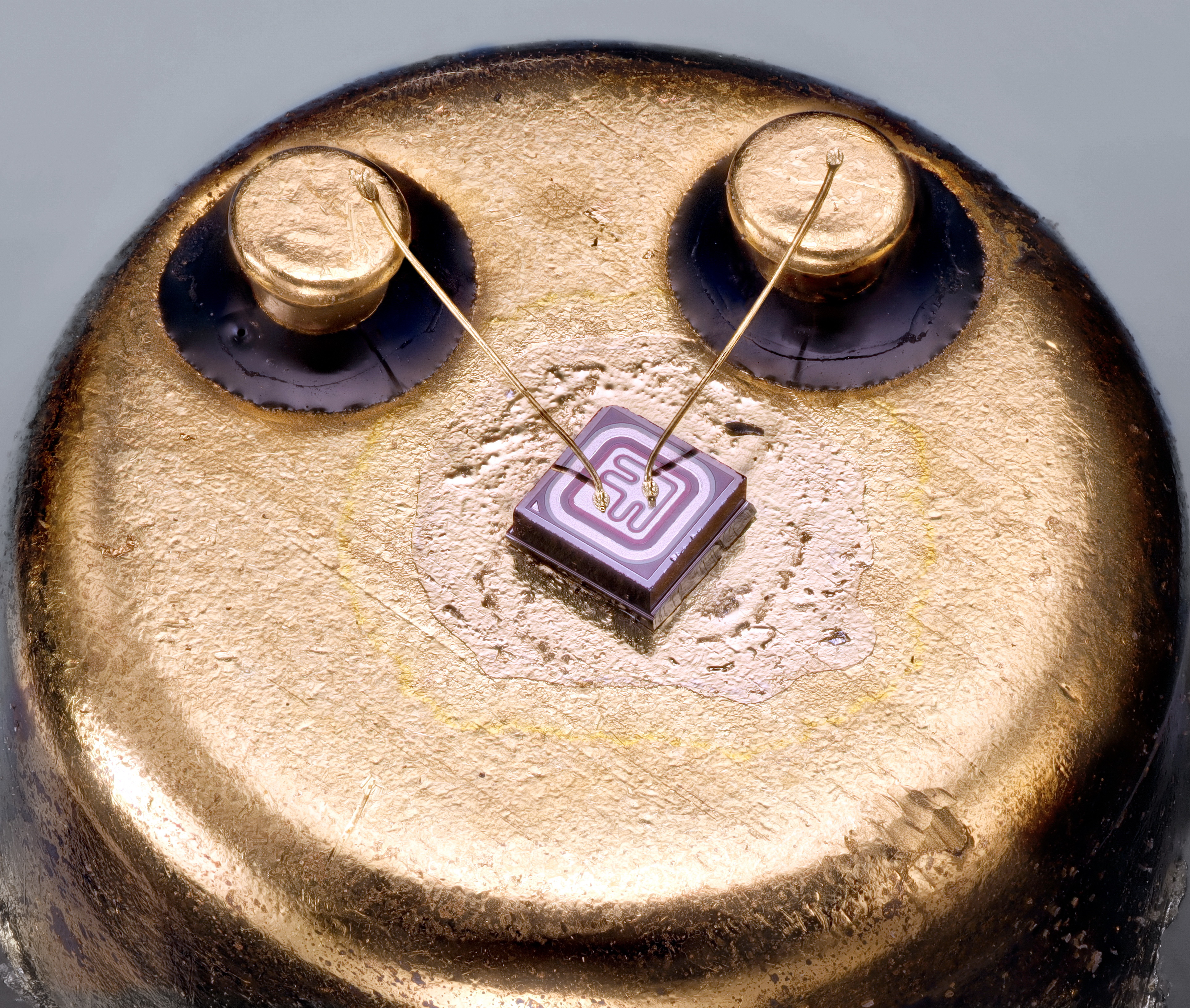
fotografia pastilei de siliciu pentru 2N2222 fabricat la IPRS Băneasa, România

## Tranzistoare de putere
Aceste tranzistoare sunt încapsulate în plastic sau metal și sunt destinate montării pe radiator.

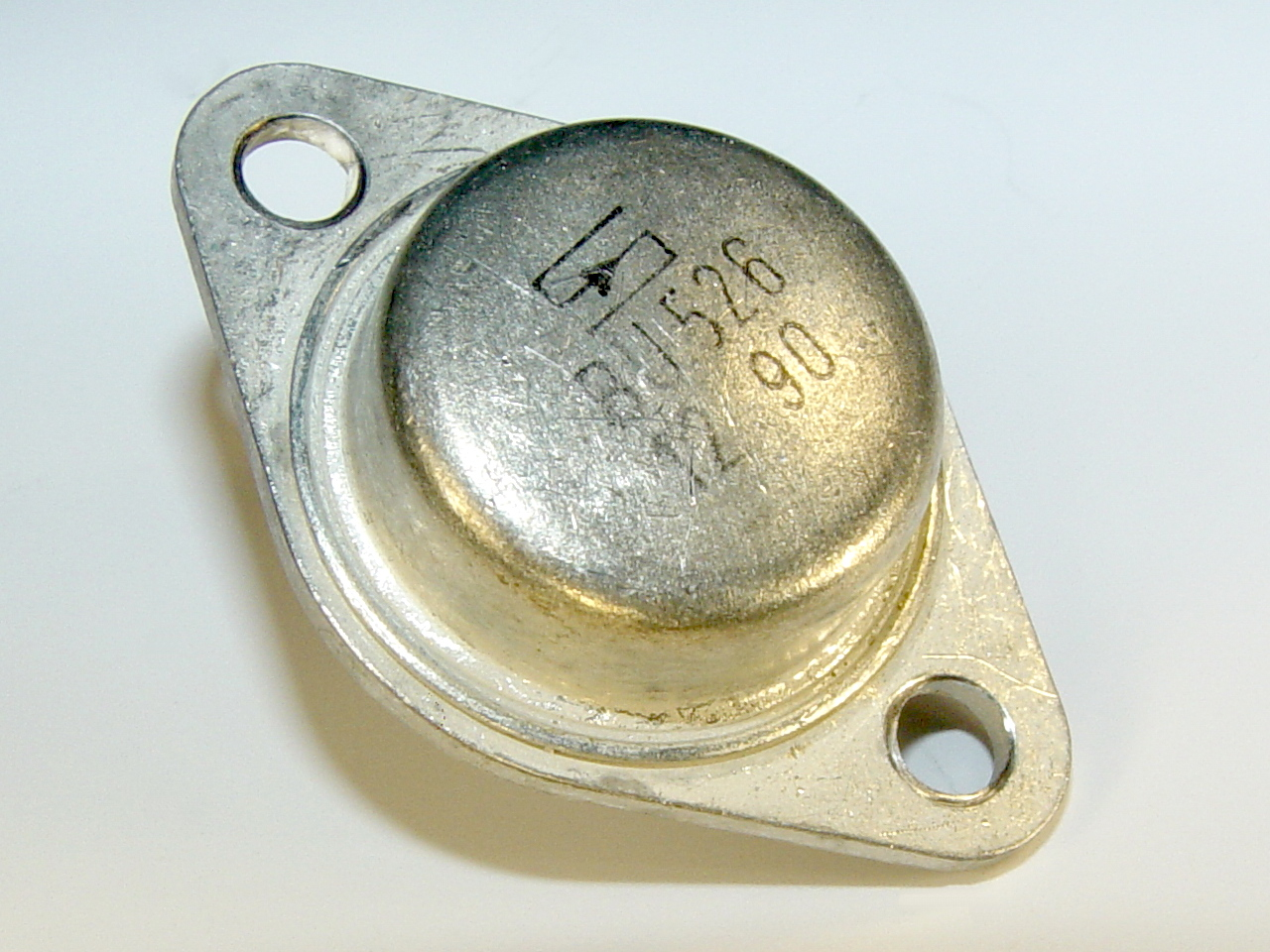
BU526 Tranzistor bipolar de putere
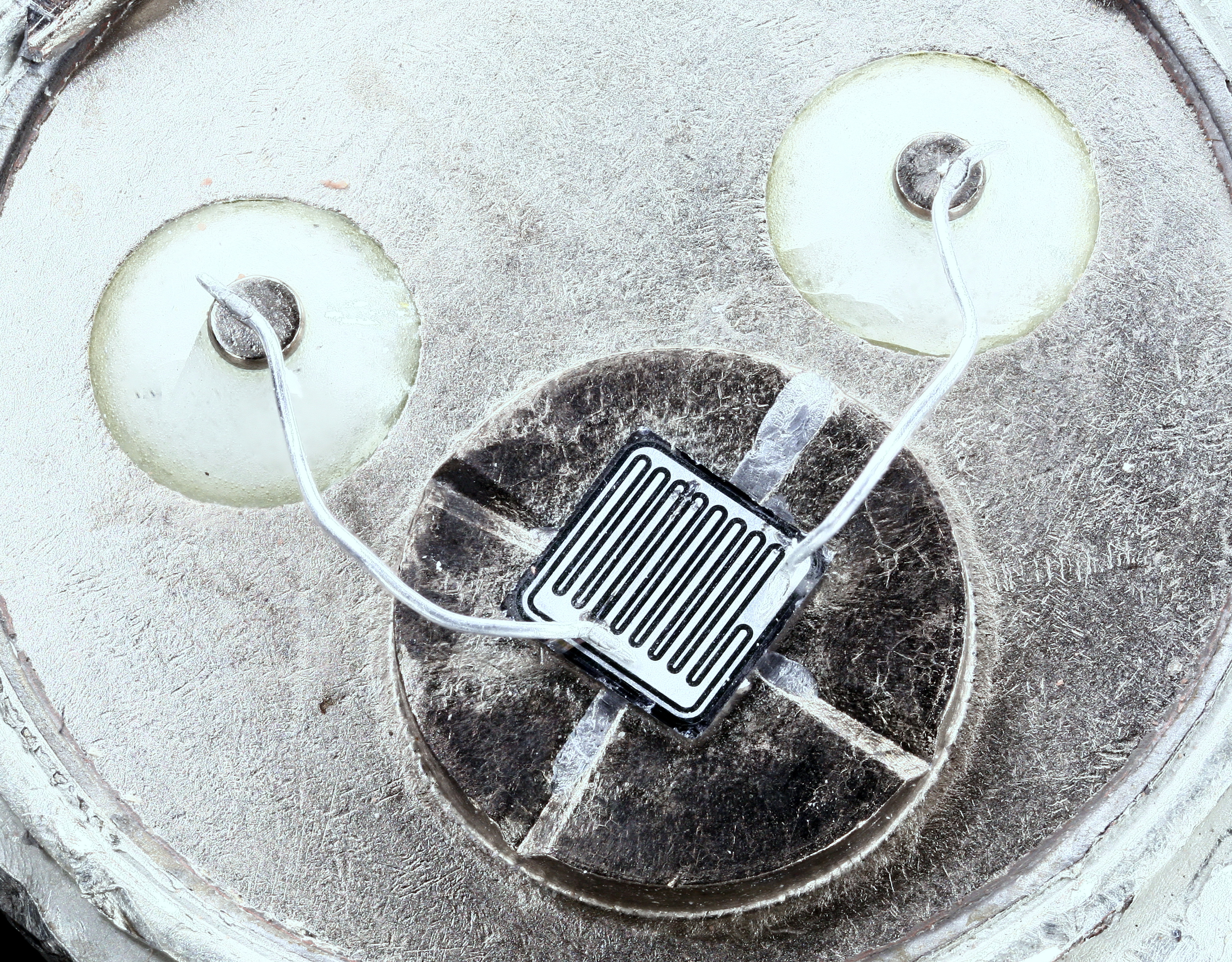
fotografia pastilei de siliciu pentru BU526
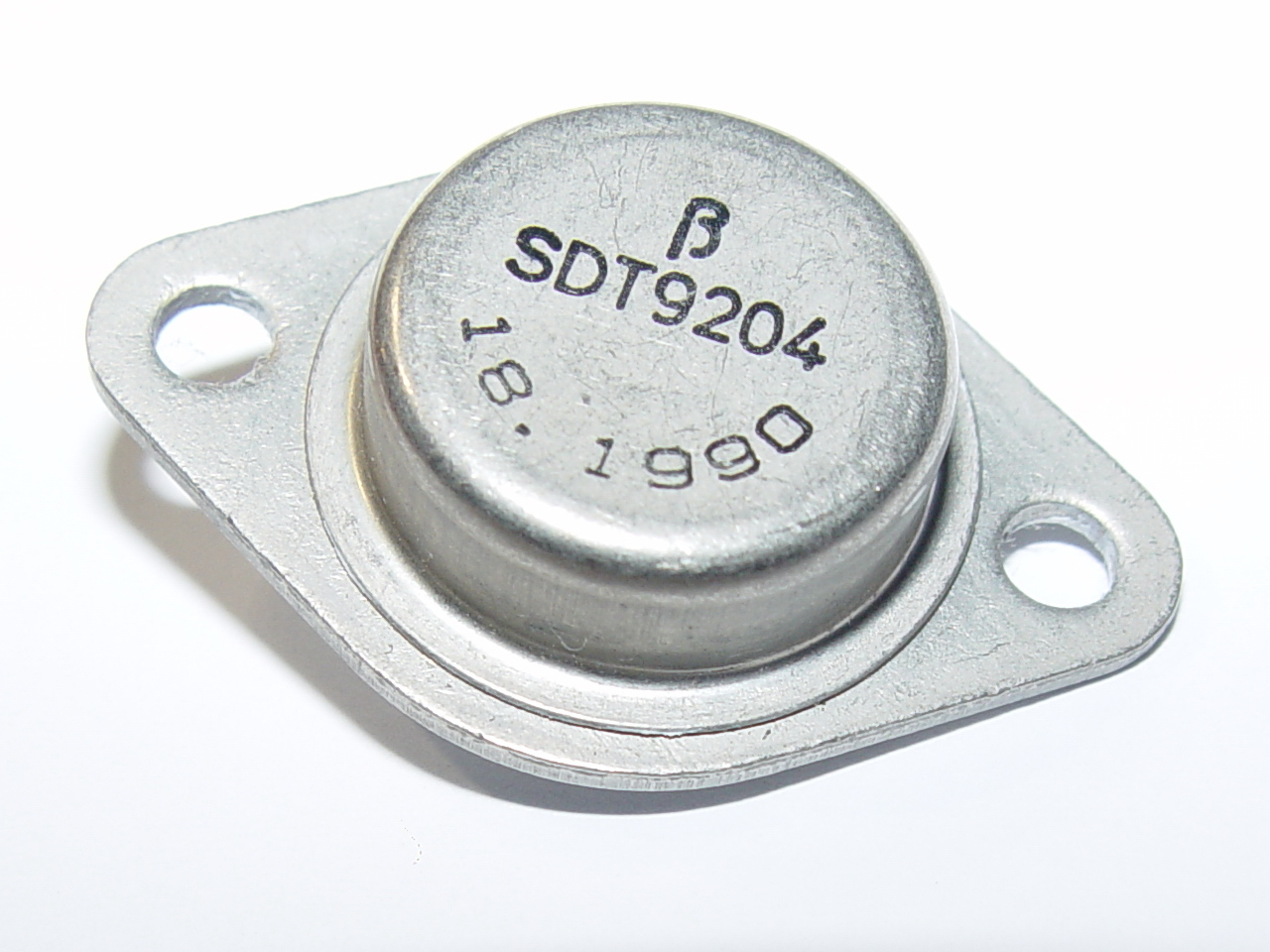
SDT9204 Tranzistor bipolar de putere fabricat la IPRS Băneasa, România
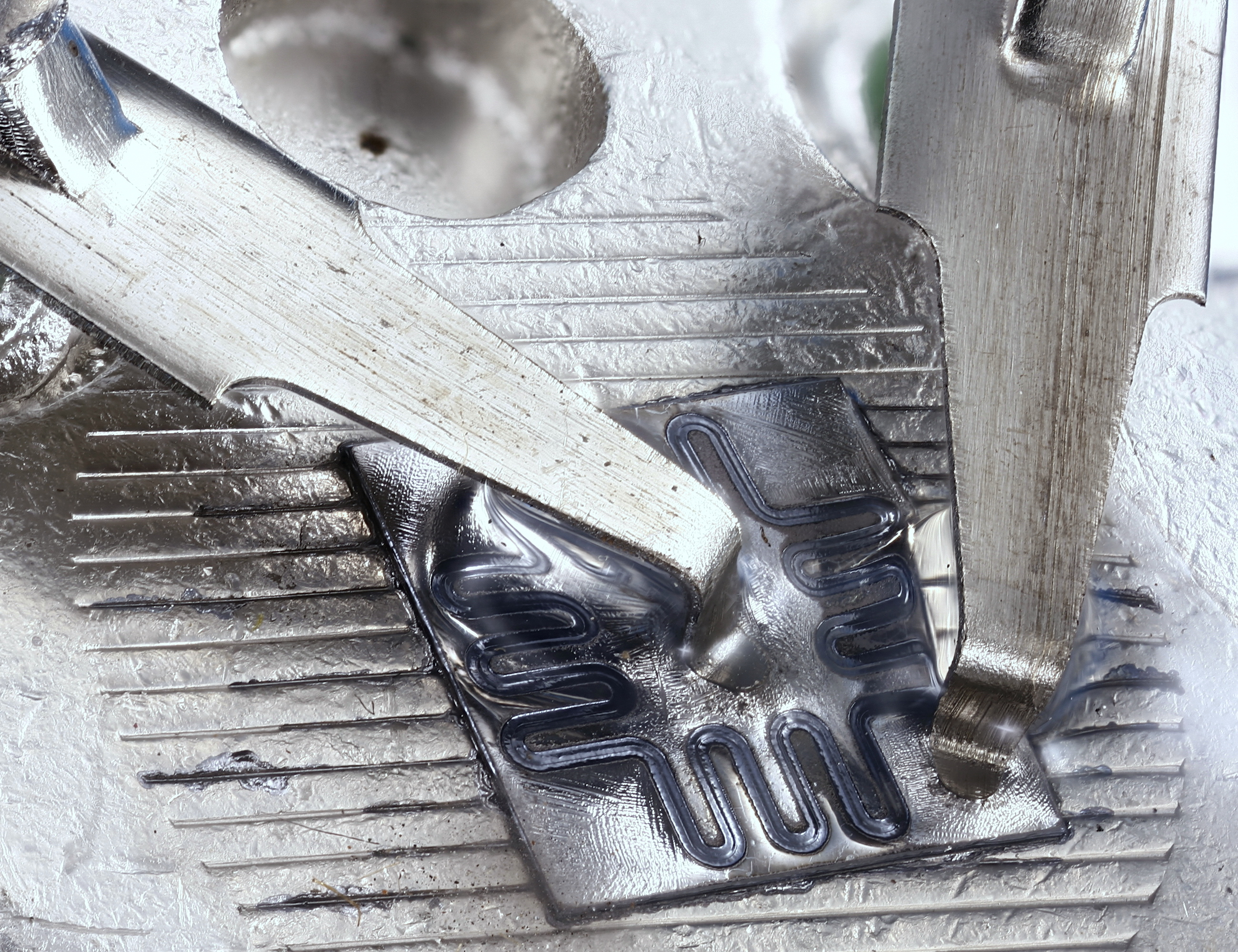
fotografia pastilei de siliciu pentru SDT9204
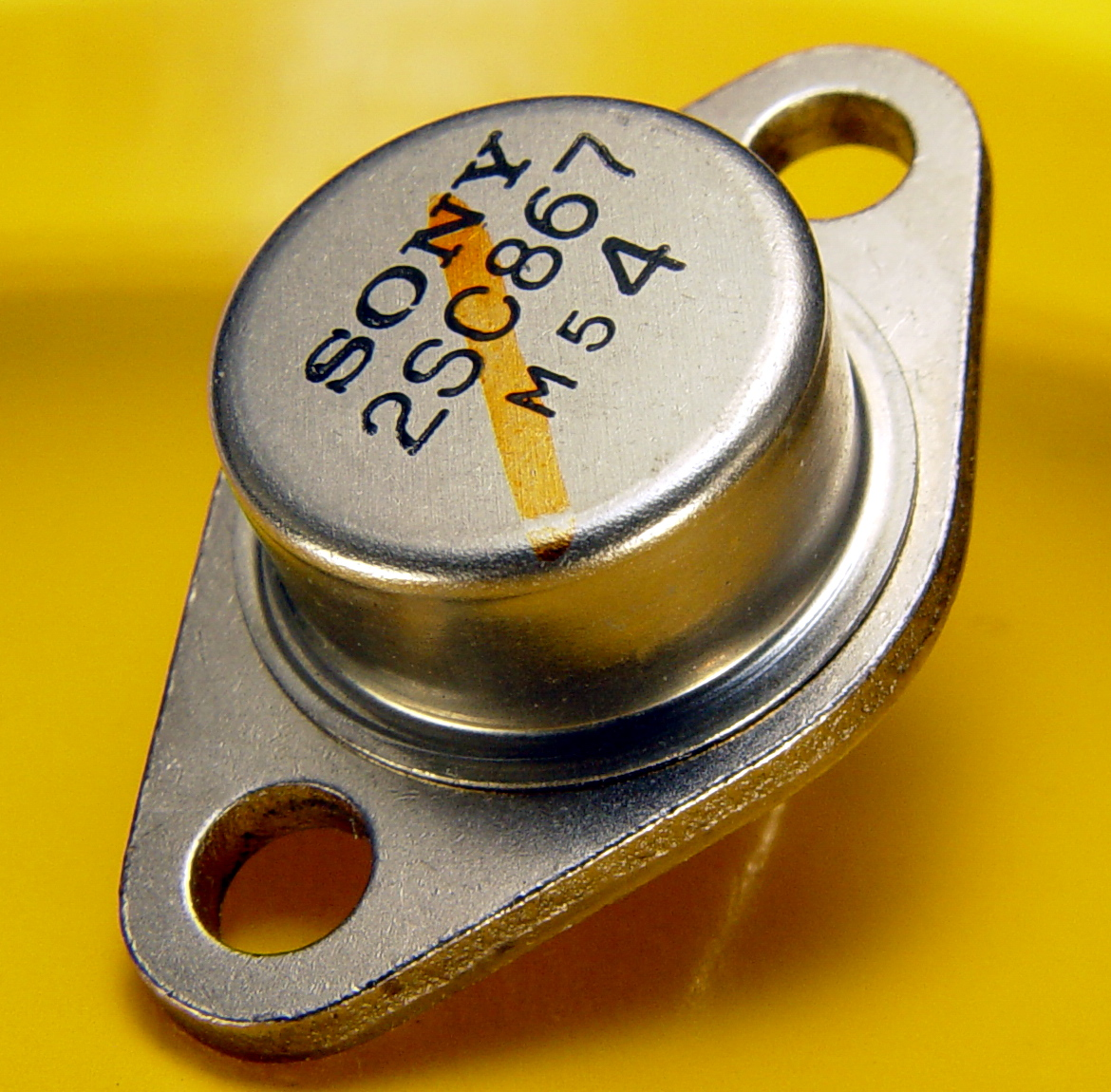
2SC867 Tranzistor bipolar de putere
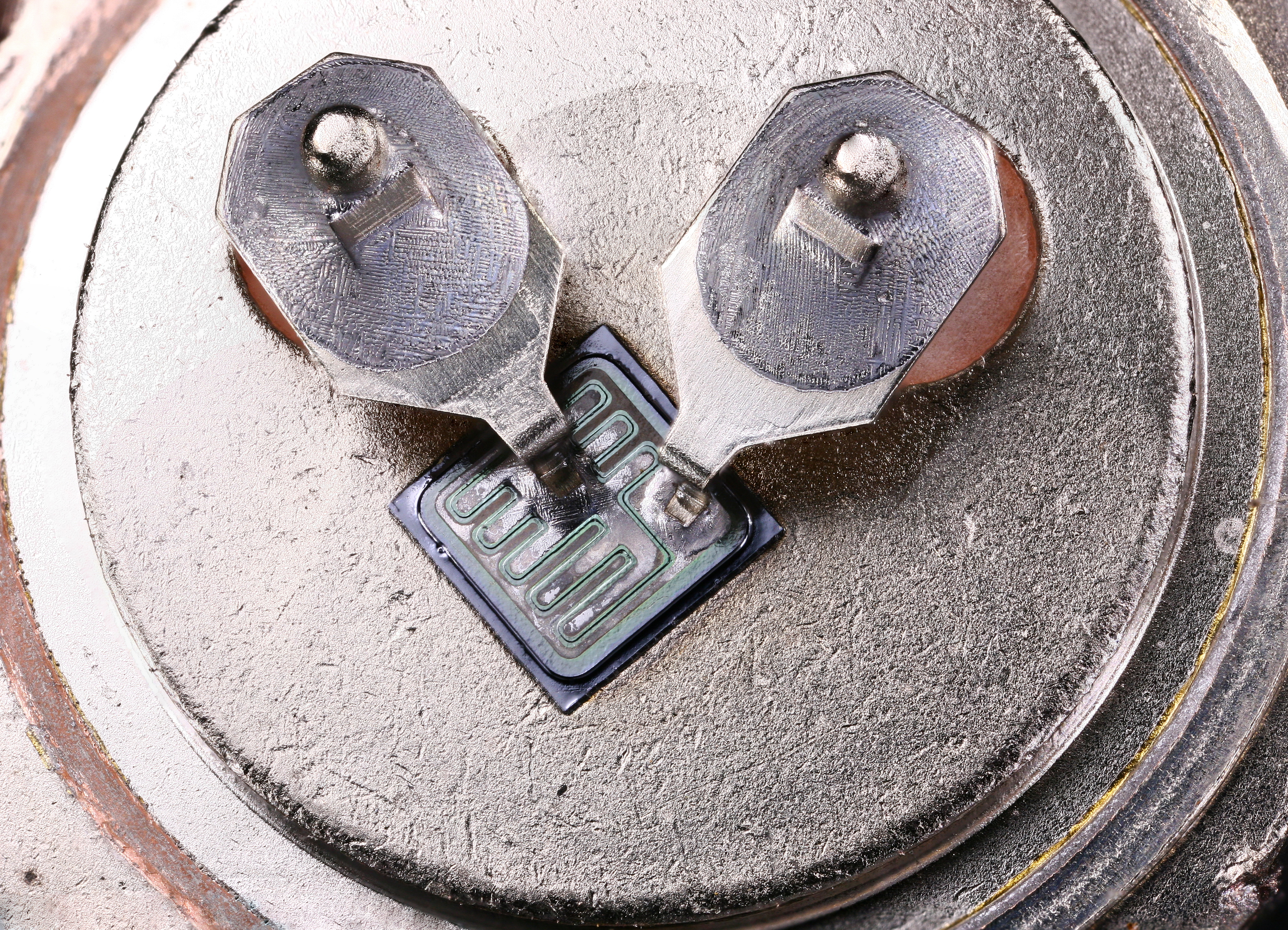
fotografia pastilei de siliciu pentru 2SC867
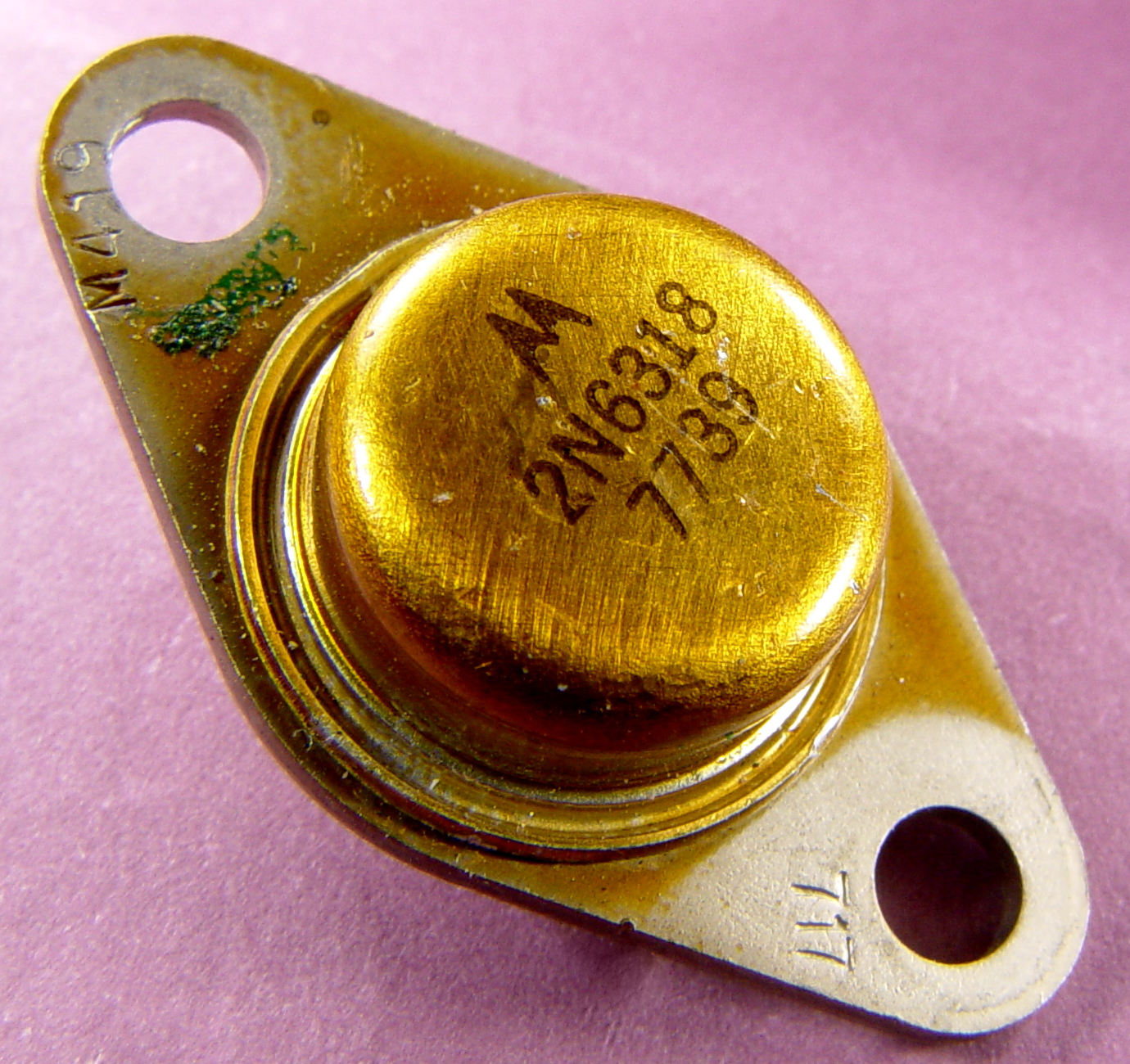
2N6318 Tranzistor bipolar de putere PNP, 80V/7A
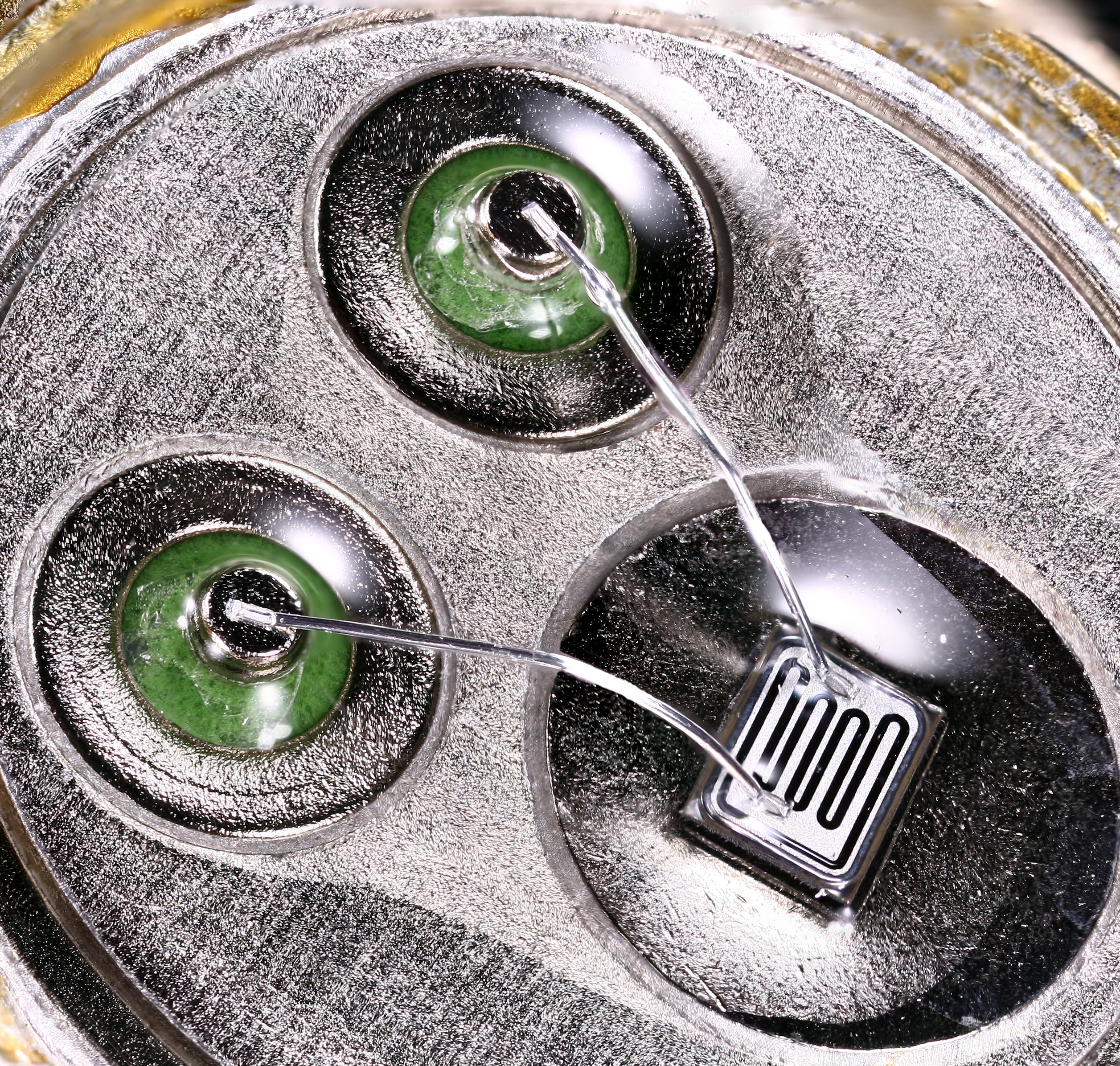
fotografia pastilei de siliciu pentru 2N6318
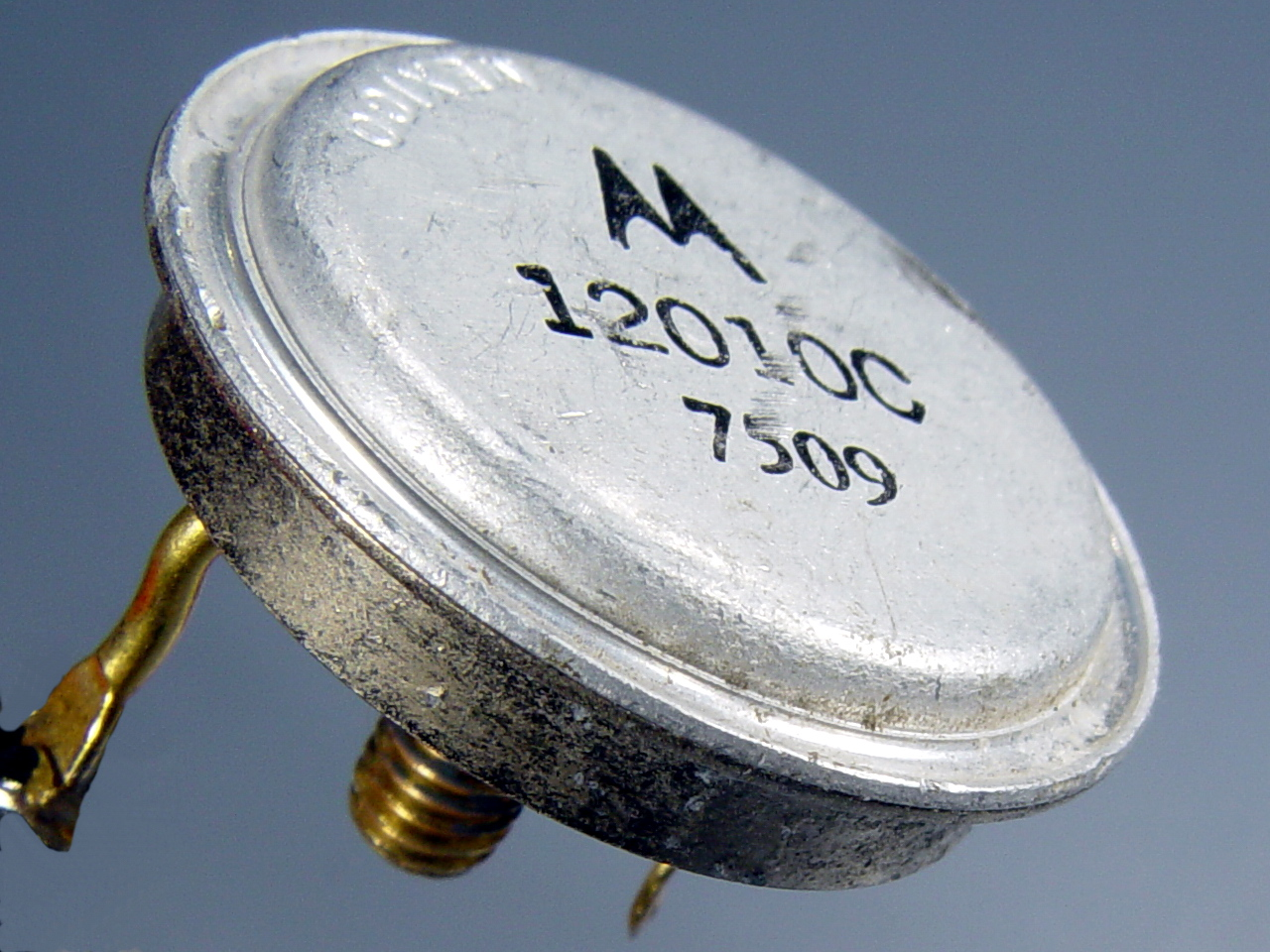
MJ12010C Tranzistor bipolar de putere 950V/10A
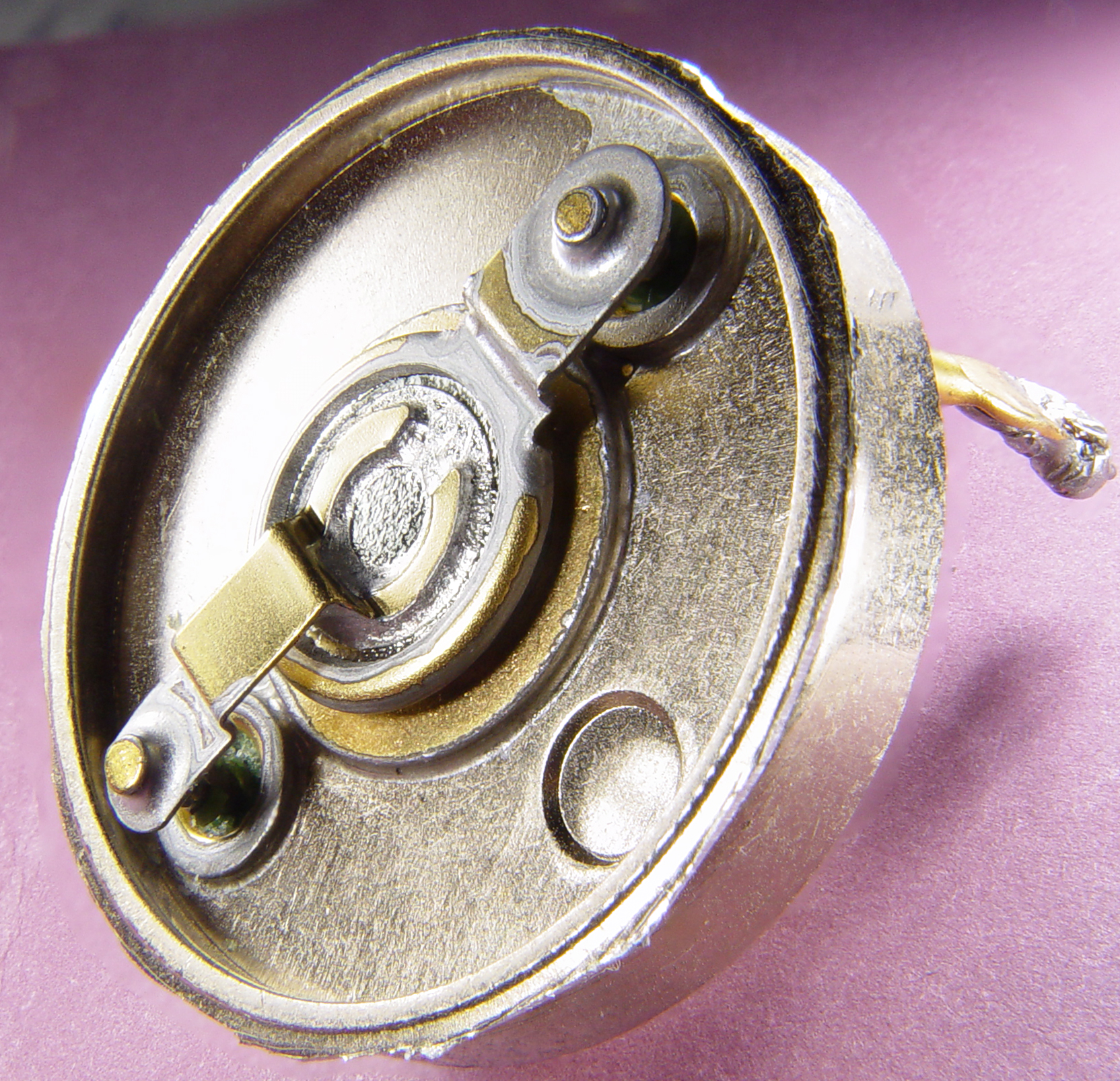
fotografia pastilei de siliciu pentru  MJ12010C
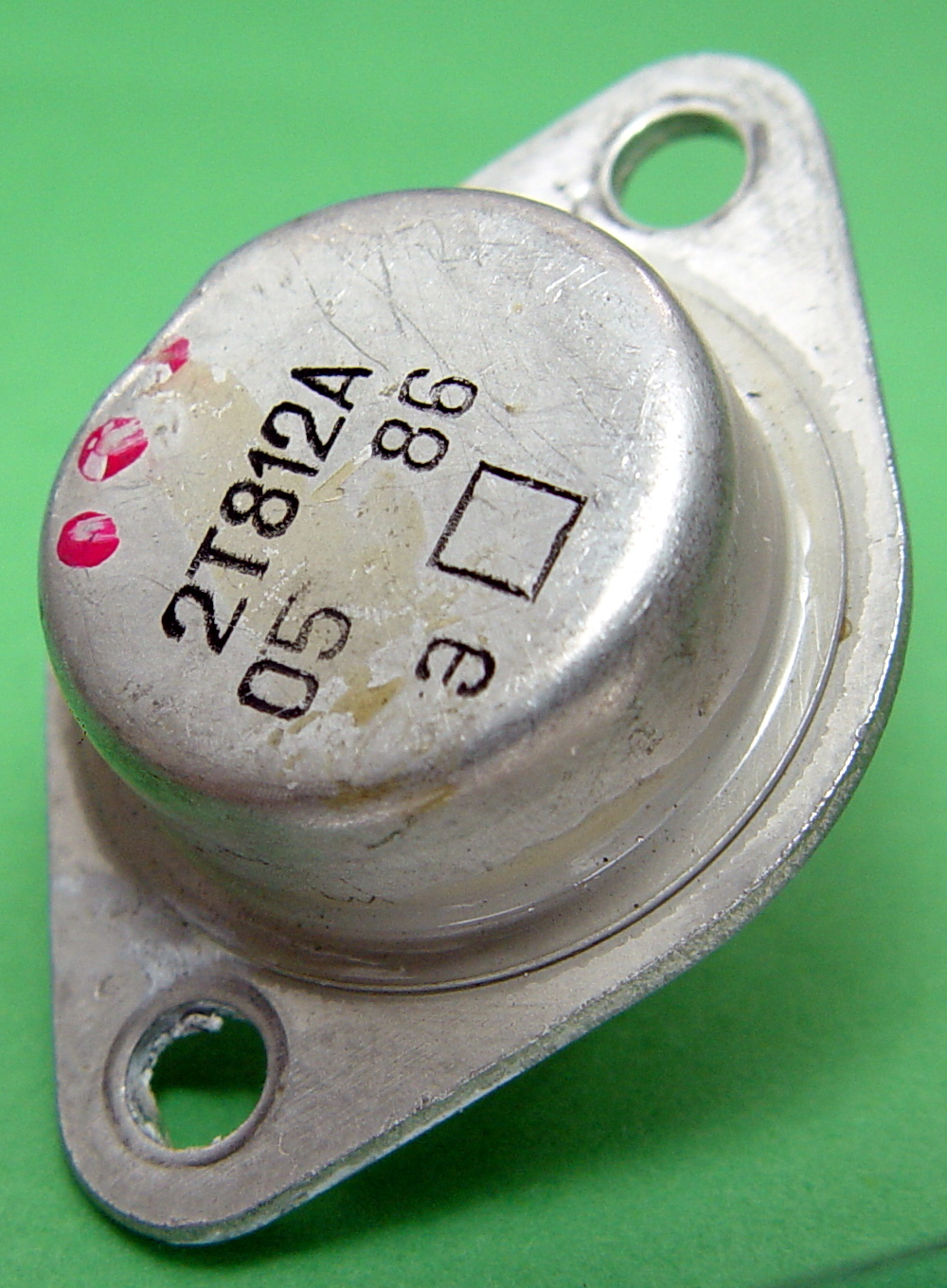
Tranzistor bipolar de putere fabricat în ex URSS
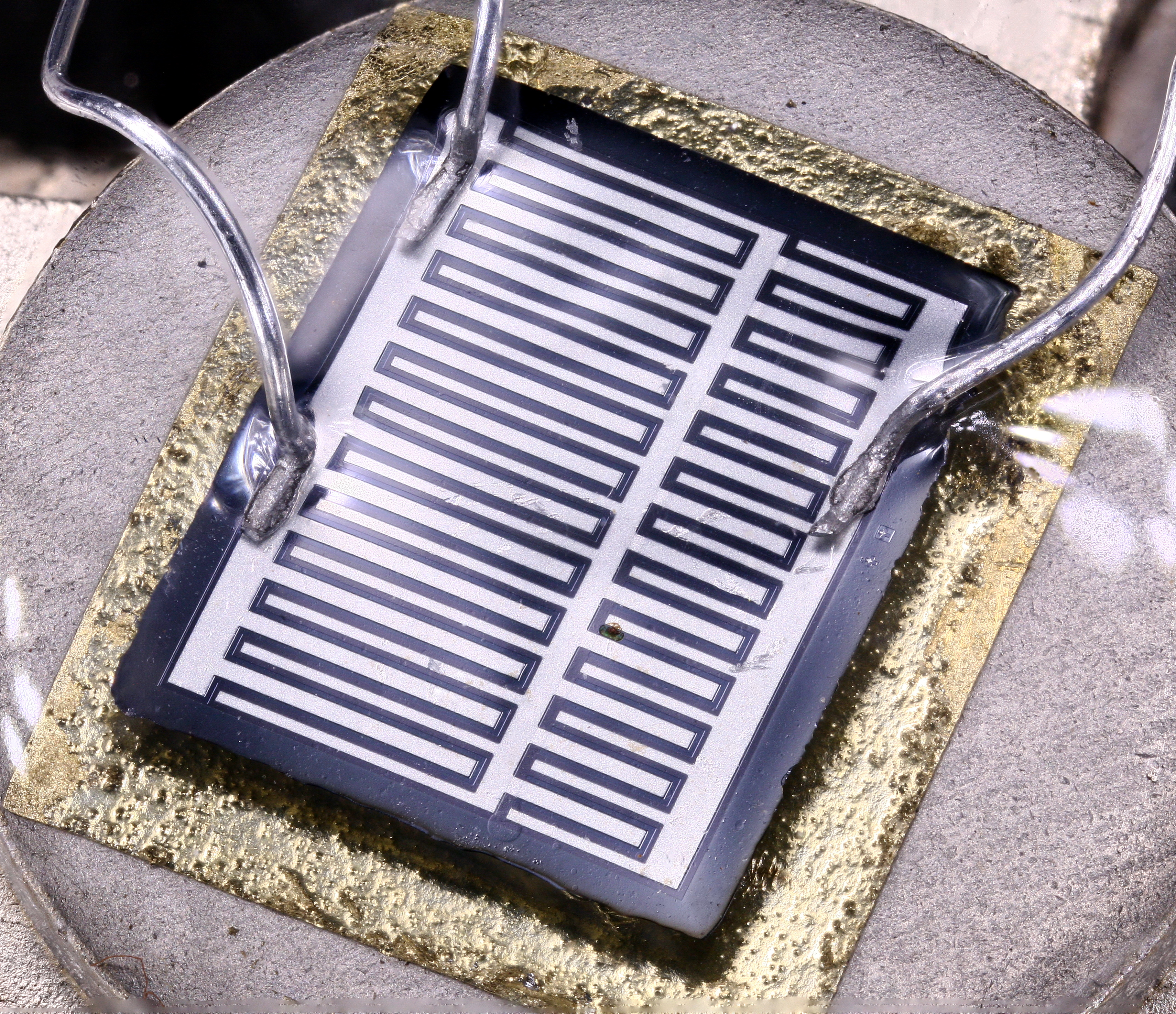
fotografia pastilei de siliciu pentru 2T812A

## Tranzistoare de joasă frecvență
Sunt tranzistoare destinate utilizării până la frecvența de circa 100kHz, în circuite audio și de control al puterii.

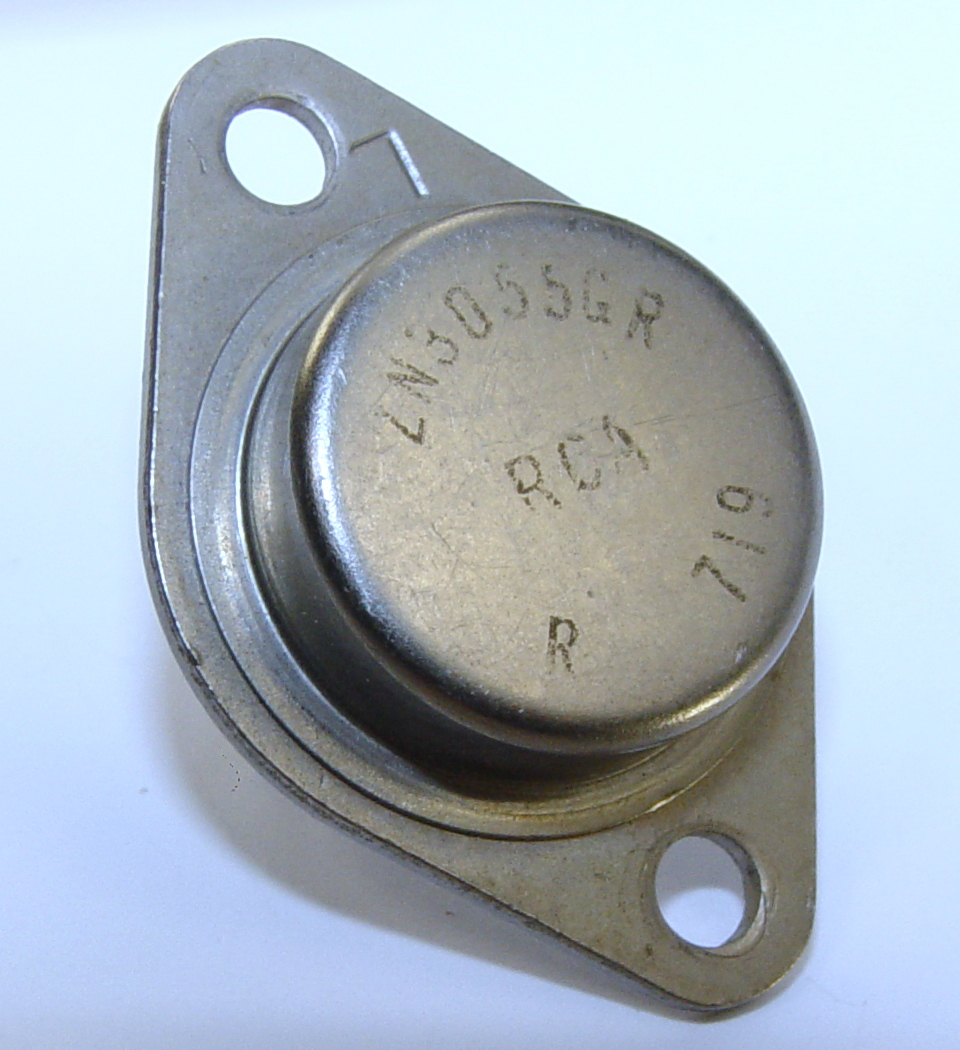
2N3055 Tranzistor bipolar de putere
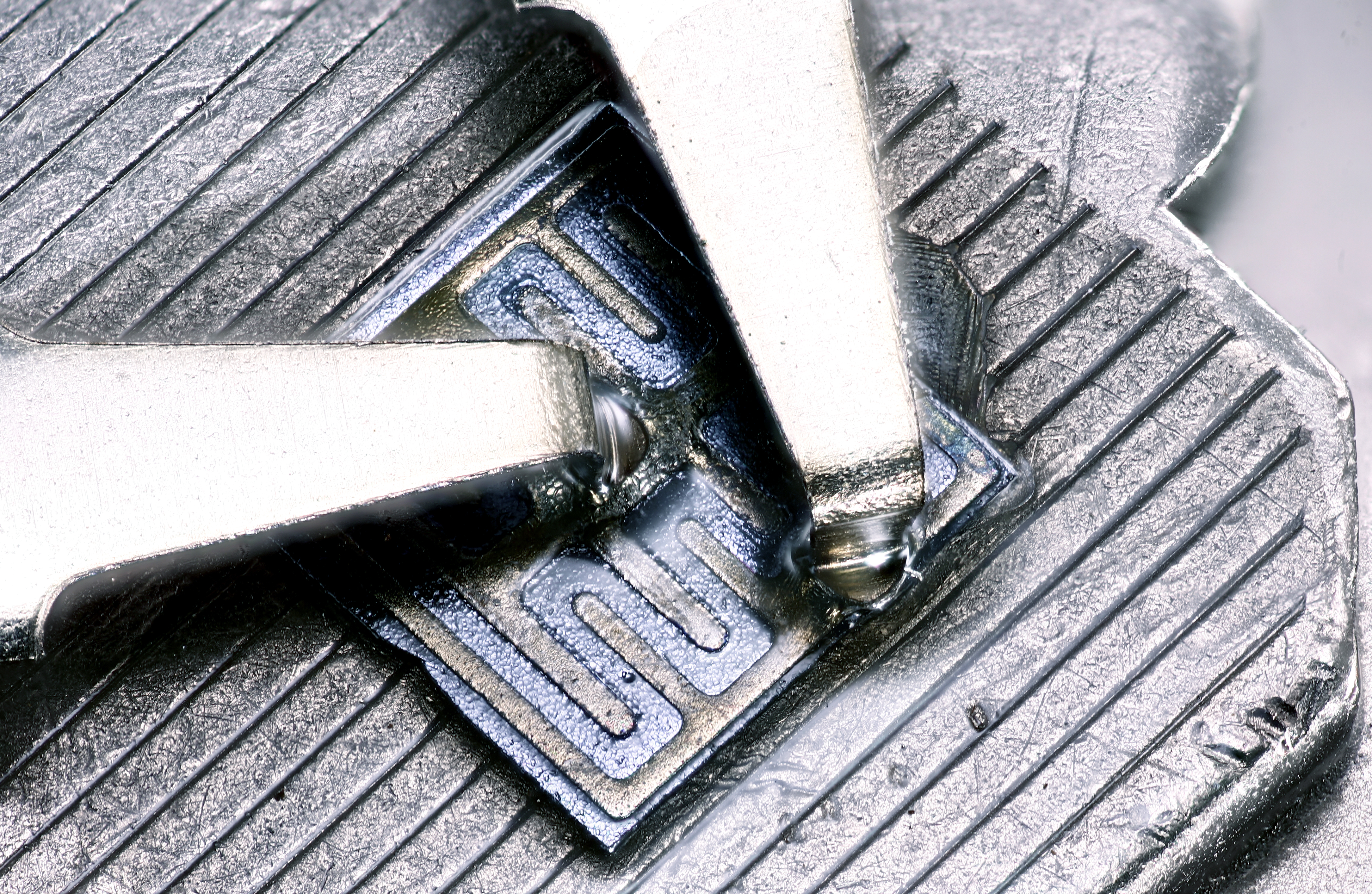
fotografia pastilei de siliciu pentru 2N3055
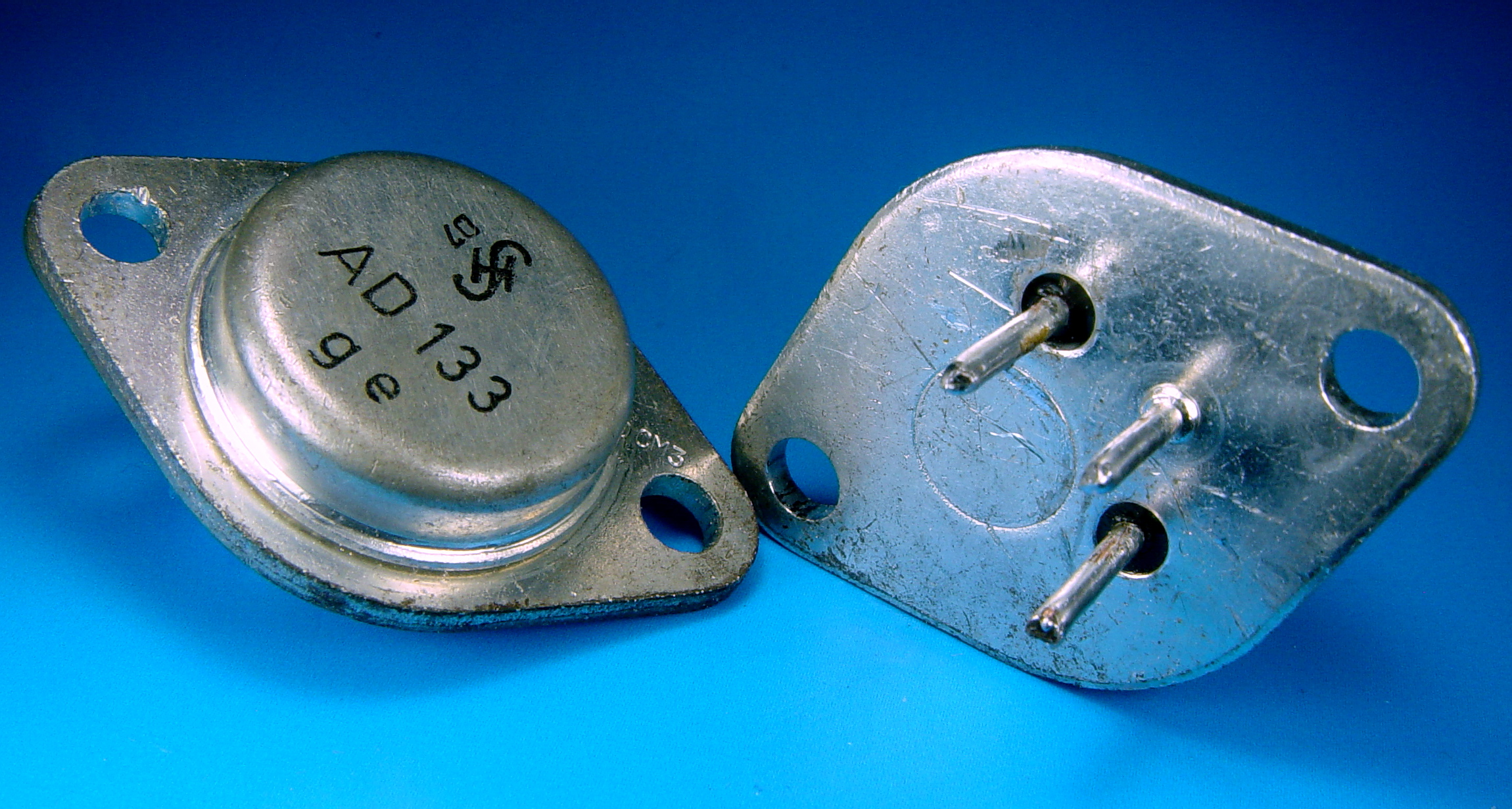
AD133 tranzistor PNP cu germaniu pentru aplicaţii de joasă frecvenţă. Uce/Ucb: -50/-50V. Ic: -15A. β (Ic/Ib):, 20-100. Max. PD: 36W. F: 0.2MHz

## Tranzistoare de înaltă frecvență
Sunt tranzistoare destinate aplicațiilor la frecvențe peste 100kHz, cum este domeniul radio–TV, circuite de microunde, circuite de comutație, etc.

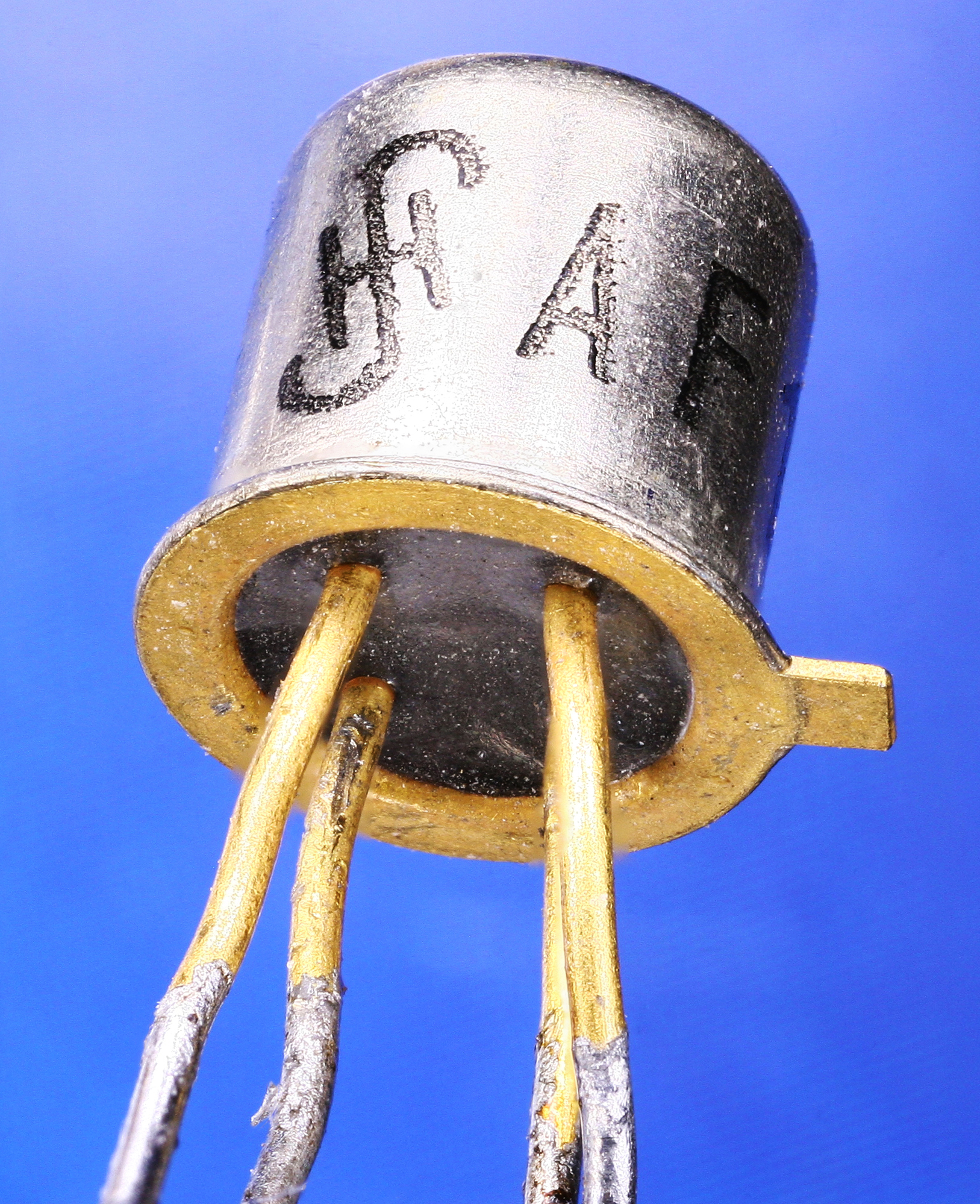
AF106 Tranzistor bipolar cu germaniu, utilizat la aplicaţii de înaltă frecvenţă
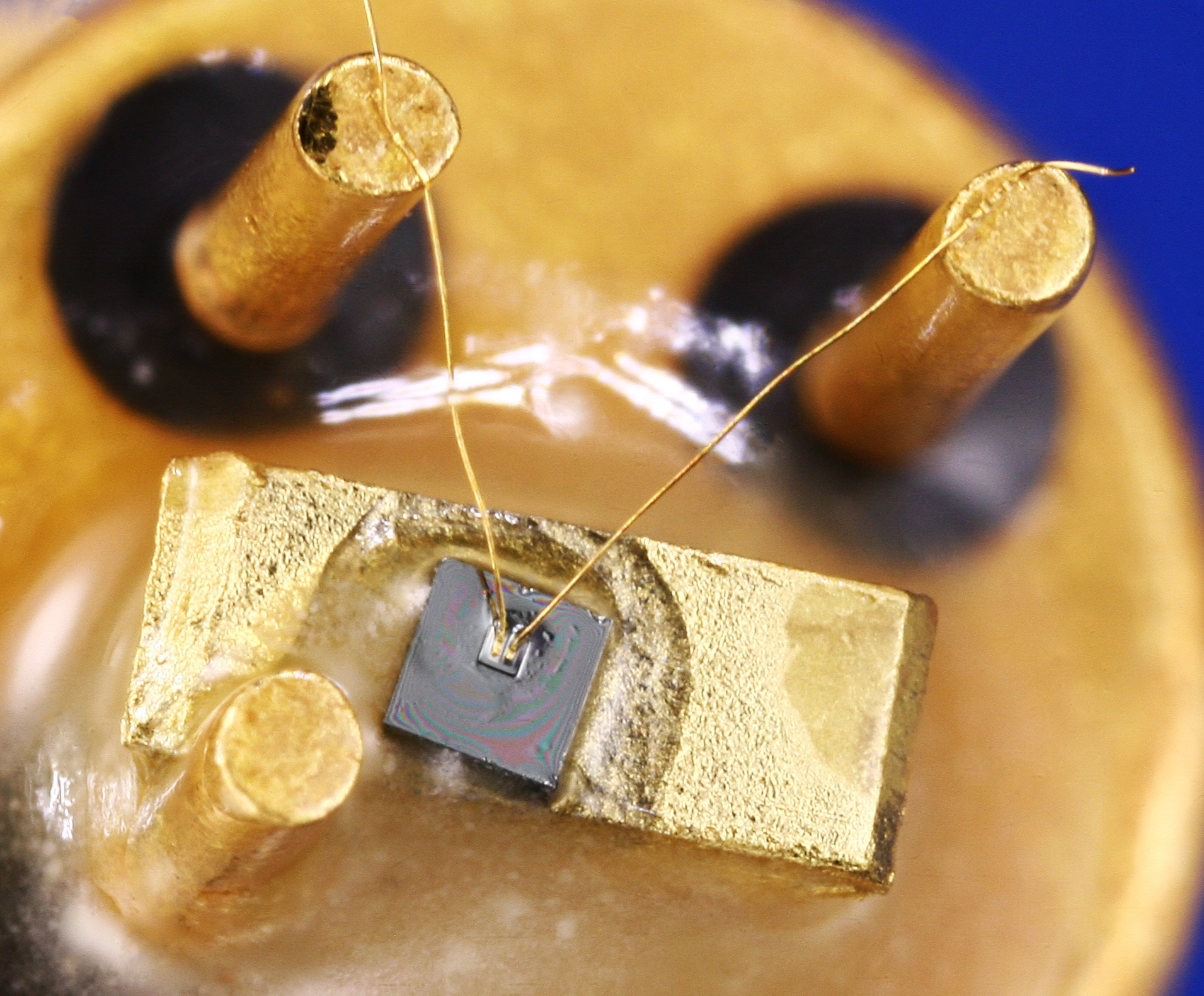
fotografia pastilei de germaniu pentru AF106
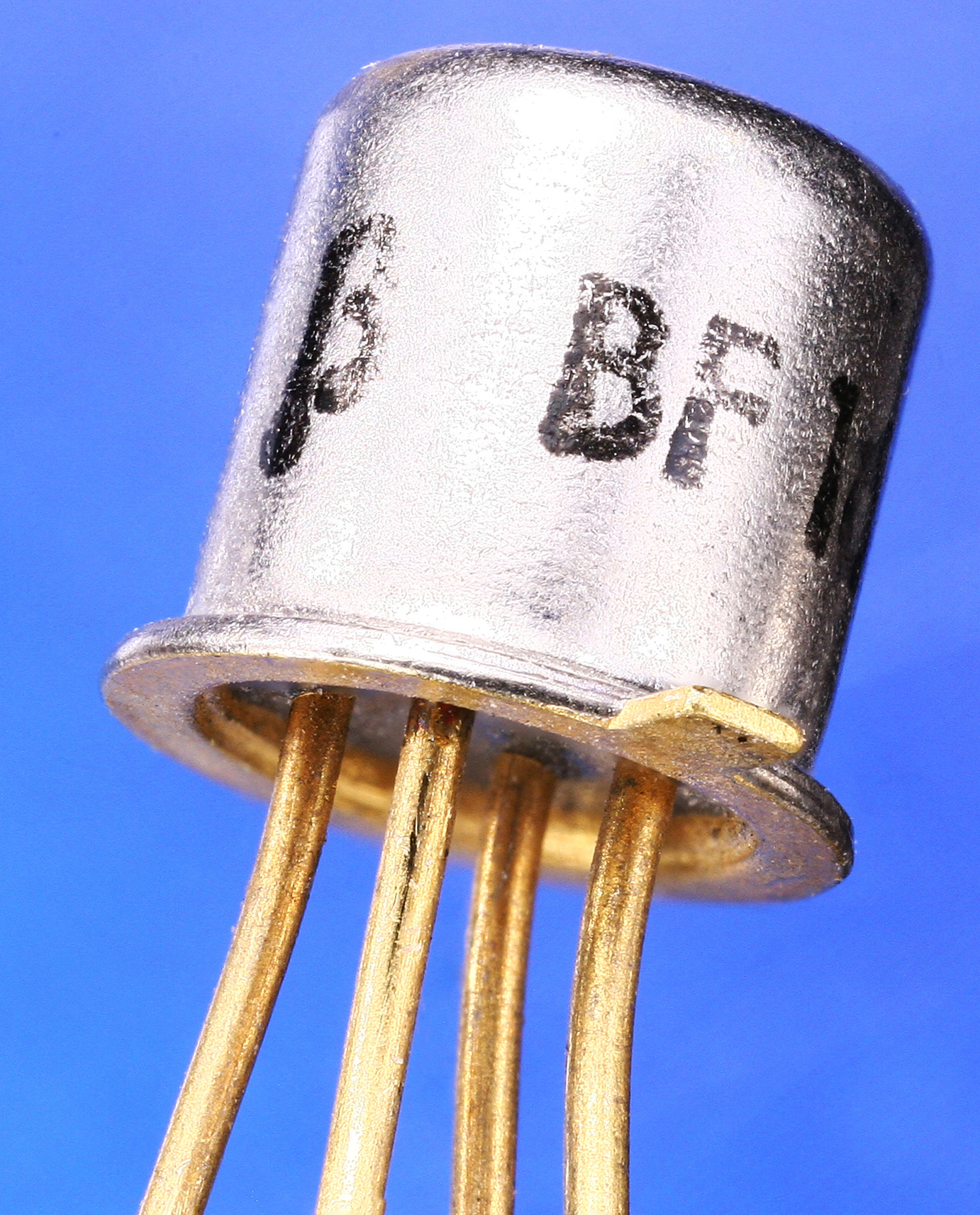
BF167 Tranzistor bipolar de RF fabricat la  IPRS Băneasa
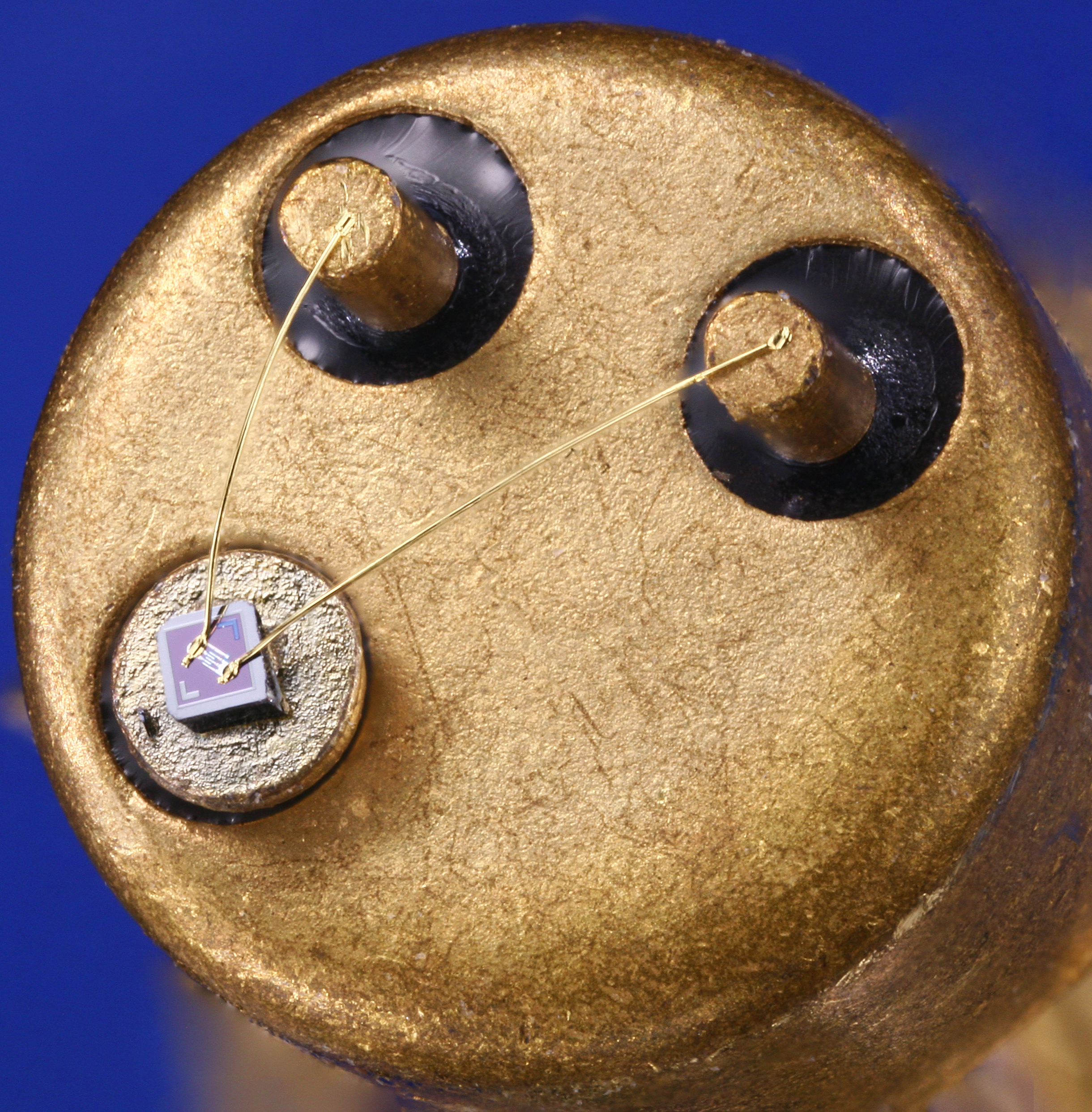
fotografia pastilei de siliciu pentru BF167
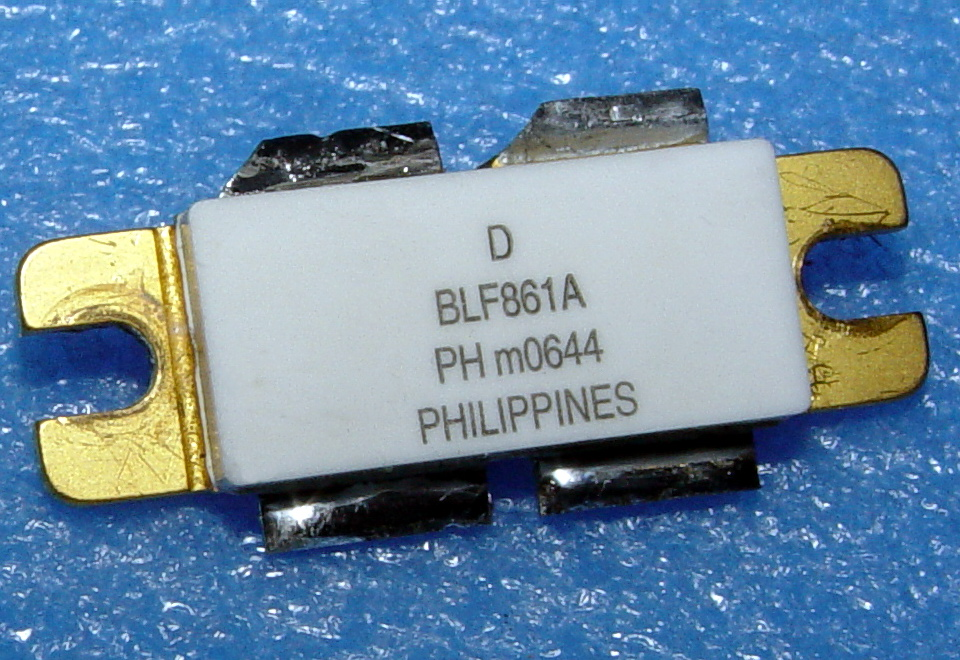
BLF861A
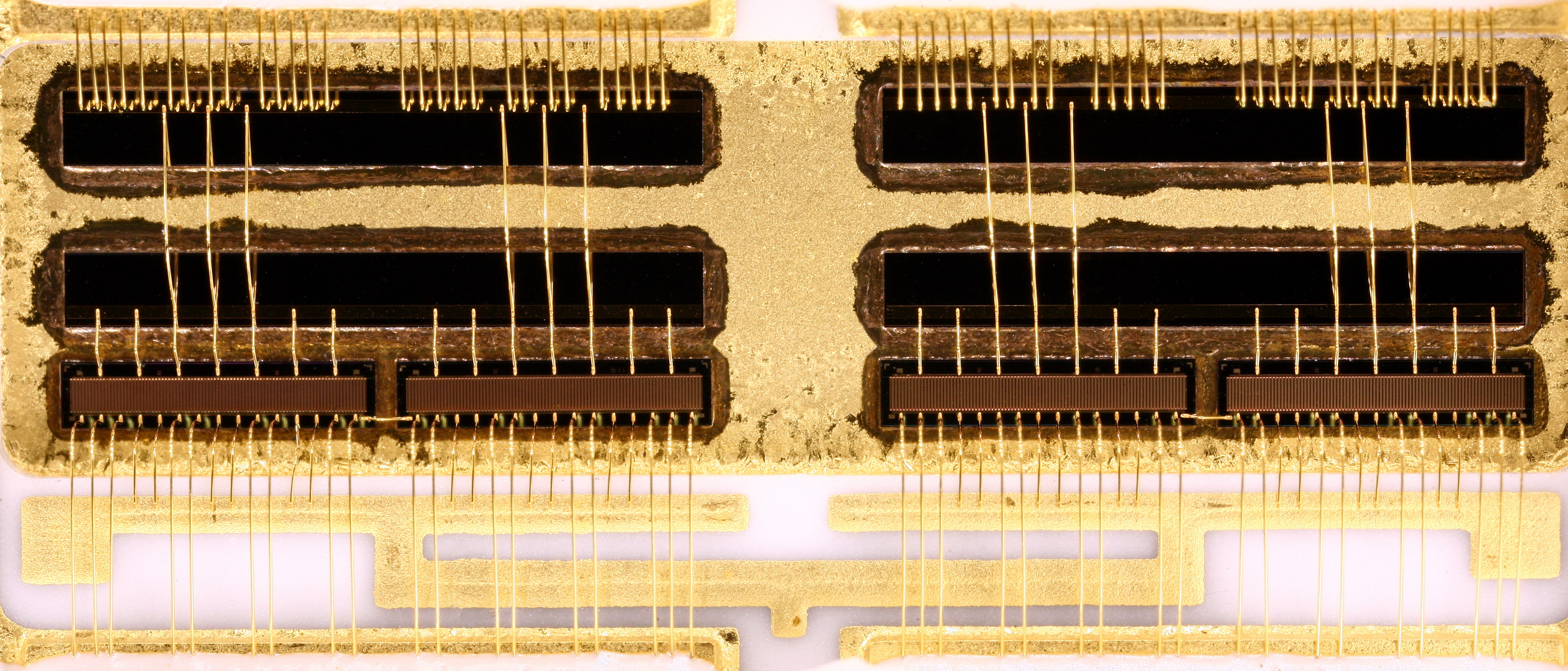
fotografia pastilei de siliciu pentru BLF861A
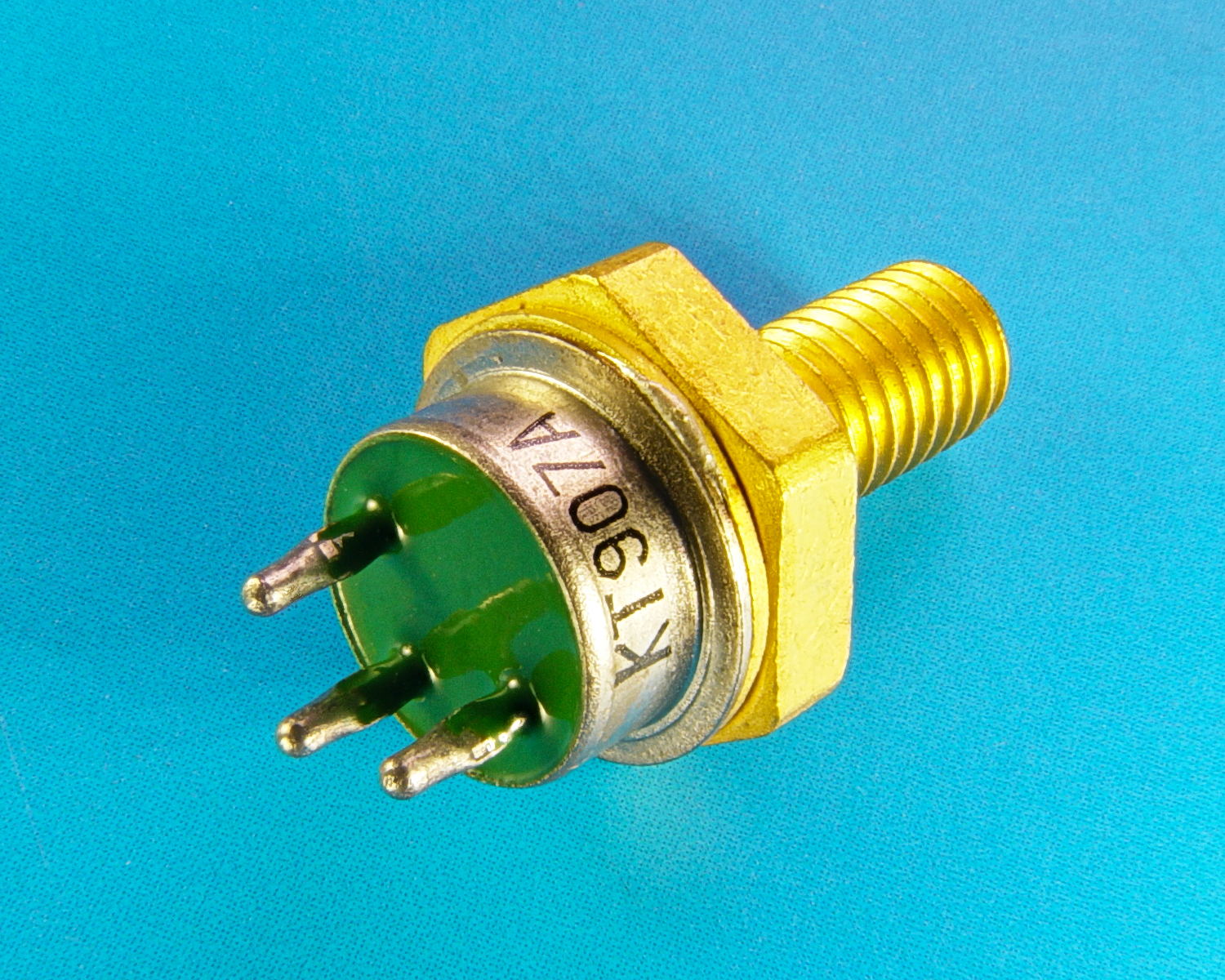
KT907A, tranzistor de RF, 60V 16W 3A, fabricat in ex URSS
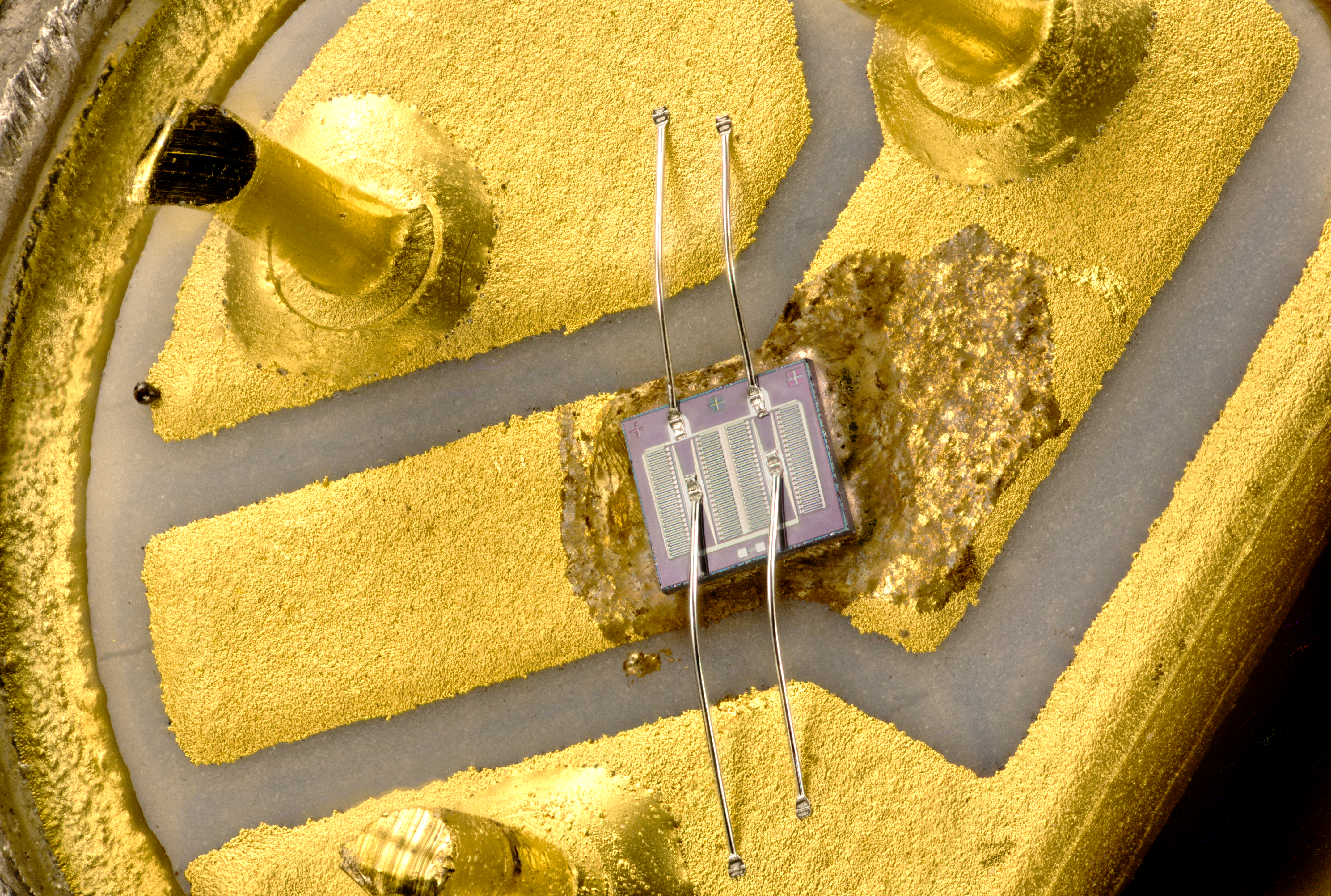
fotografia pastilei de siliciu pentru KT907A, tranzistor de RF, 60V 16W 3A, fabricat in ex URSS